# CNews
Pour les articles homonymes, voir CNews (homonymie).
CNews, abréviation de Canal News et anciennement connue sous les noms d'« i>télévision » puis « I-Télé », est une chaîne de télévision nationale française privée d'information en continu. Considérée comme un média d'opinion, elle est librement accessible principalement sur la TNT sauf en outre-mer, par câble, satellite, ADSL et télévision mobile personnelle sur smartphones et tablettes ainsi qu'en lecture en continu sur Internet.
Fondée le 4 novembre 1999 comme une chaîne à péage concurrente de LCI — du groupe TF1 — lancée cinq ans plus tôt, I-Télé se transforme en une chaîne gratuite à compter de son arrivée sur la télévision numérique terrestre française en octobre 2005, BFM TV devenant dès lors sa principale concurrente.
En 2016, à la suite de la reprise en main du groupe Canal+ par Vincent Bolloré et d’une grève d'un mois de la rédaction pour réclamer son indépendance, I-Télé est rapidement paralysée par le départ de plus des trois quarts de ses journalistes. La chaîne est rebaptisée CNews le 27 février 2017.
Sa ligne éditoriale est décrite comme très ancrée à droite et conservatrice, avec une orientation marquée de plus en plus à l'extrême droite et identitaire, reprenant des thématiques de campagne comme l'immigration et l'insécurité, et banalisant des discours contre l'immigration musulmane, avec notamment la présence d'Éric Zemmour, son chroniqueur vedette (jusqu'à son départ en septembre 2021). On y observe également un tropisme pro-russe,, pro-Israël, et pro-Trump, la promotion du climatoscepticisme, et des valeurs catholiques traditionnelles,, ainsi qu'une opposition au "wokisme". À ce titre, une étude académique publiée en 2024 étaye de façon formelle les comparaisons faites entre CNews et la chaîne américaine Fox News.
La stratégie se révèle payante à partir de 2019-2021, CNews augmentant son audience au point de talonner, voire dépasser BFM TV. Elle reste cependant chroniquement déficitaire et ses succès d'audience sont réalisés principalement auprès d’un public d’extrême droite,,.
En mai 2024, la chaine du groupe Canal+ obtient pour la première fois depuis 2005, la première place dans le classement des chaînes d’information en France sur une période mensuelle, en termes de part d'audience, détrônant ainsi sa concurrente BFM TV après de longues années.

## Historique

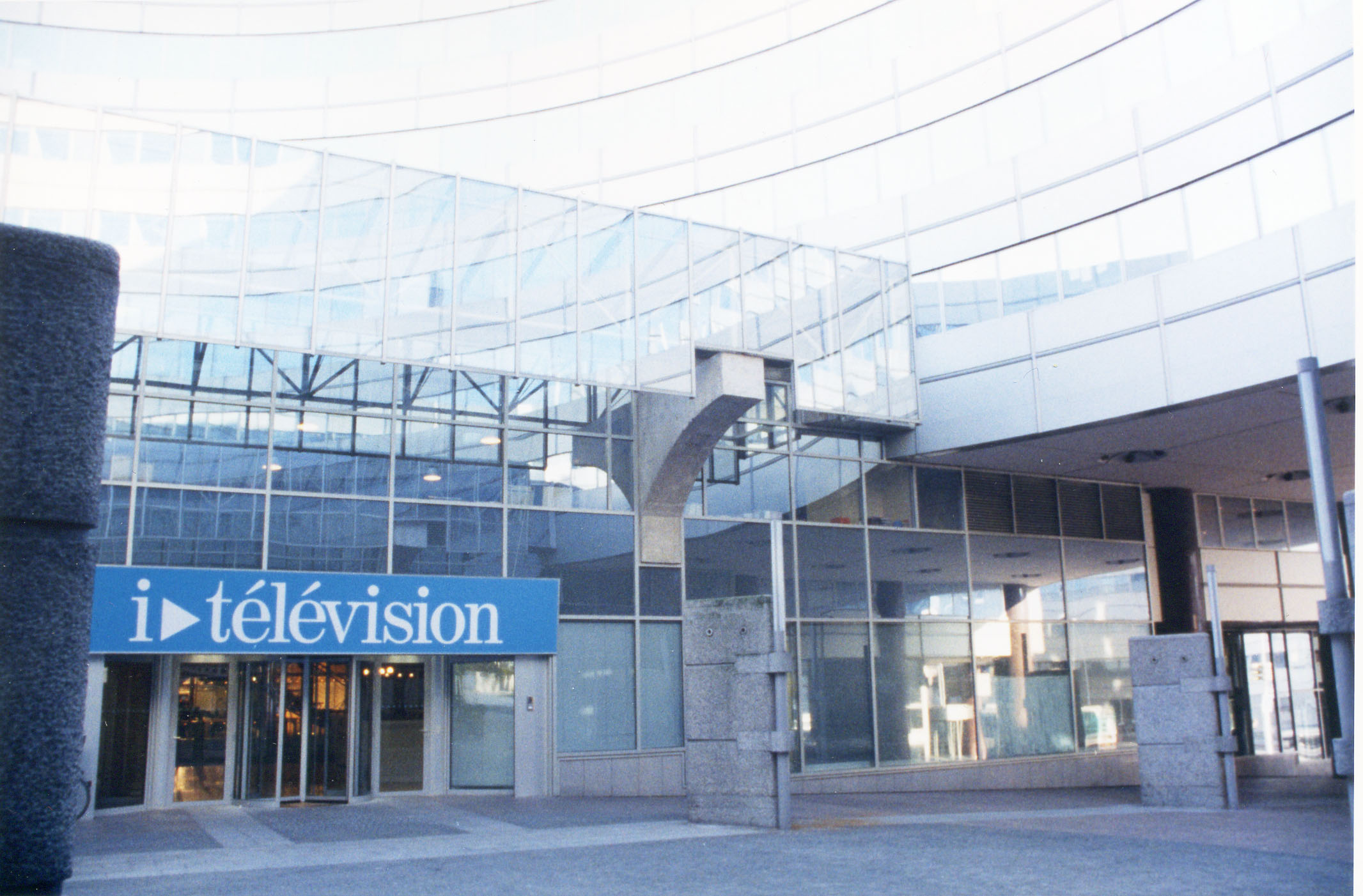
Les locaux de la chaîne « i>télévision » de novembre 1999 à 2013 dans le quartier Montparnasse à Paris

### 1999-2001: création de la chaîne sous la direction de Christian Dutoit
Le 4 novembre 1999 à 11 h 58, la chaîne i>télévision - « i » signifiant « information »- est officiellement lancée par Pierre Lescure, quinze ans, jour pour jour, après la création de Canal+. La chaîne est conçue par Christian Dutoit, nommé directeur général tandis que la responsabilité éditoriale et la direction de sa rédaction reviennent à Noël Couëdel. Chaîne à péage concurrente de LCI, historiquement la première chaîne d'information en continu en France, lancée en juin 1994 par le groupe TF1, i>télévision entend créer un lien de proximité avec les préoccupations des téléspectateurs de toute la France, en accordant une très large place aux images en provenance du terrain. L'ouverture d'antenne est précédée par un compte-à-rebours faisant apparaître plusieurs dizaines de collaborateurs de la chaîne avant un court discours introductif de Pierre Lescure, puis le tout premier JT présenté par Priscilia de Selve.

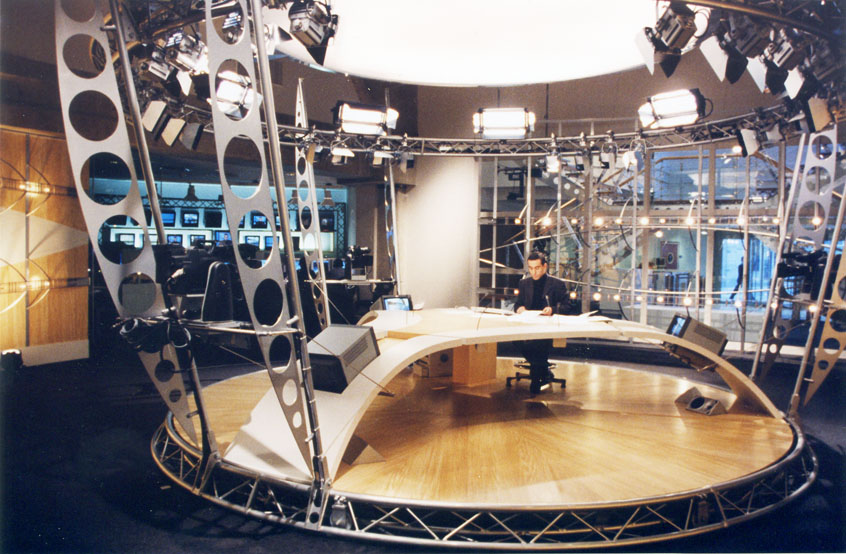
Le présentateur de l'édition du soir, Olivier Benkemoun, sur le plateau principal le jour du lancement, le 4 novembre 1999.

Dotée d'un budget annuel de 160 millions de francs (l'équivalent de 24,4 millions d'euros), la chaîne compte à sa création cent soixante-dix salariés dont trente-sept journalistes reporter d'images répartis sur toute la France et dotés de moyens numériques à la fois sophistiqués et légers (véhicules satellites, caméras compactes, outils permettant un montage numérique, etc.).
Afin de traiter l'actualité à l'antenne le plus rapidement possible, ces correspondants peuvent retransmettre les premières images « de trente à soixante minutes après le début de l'événement ». L'antenne est alors principalement organisée autour d'un journal « tout en images » d'une durée de quatre minutes et diffusé chaque quart d'heure, avec la météo juste avant et après les journaux, suivi d'une édition d'information en plateau ou d'un des différents magazines autour de l'actualité tels que « i>finance », « i>web », « i>automobile » ou encore l'émission « i>cinéma » d'Olivia Sabah, seul rendez-vous qui sera maintenu à l'antenne les saisons suivantes. À ses débuts, la chaîne subit de multiples critiques, certaines provenant de l'intérieur même de Canal+, à l'instar de Marc-Olivier Fogiel dans TV + ou de l'émission satirique Les Guignols de l'info : les marionnettes se moquent, par exemple, des jeunes journalistes d'i>télévision, supposés manquer de professionnalisme,.

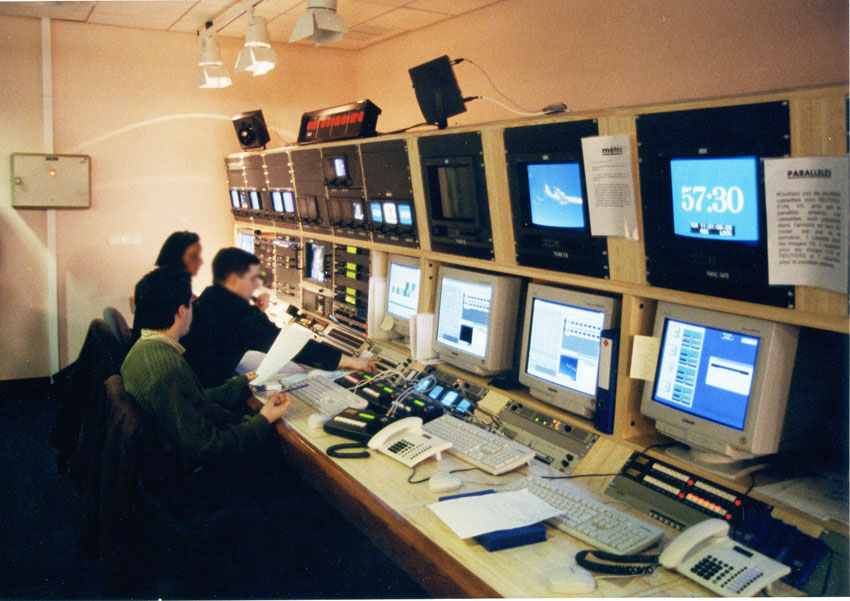
La régie « nodal » d'I-Télé à quelques minutes de son lancement, le 4 novembre 1999.

En 2001, la chaîne subit un plan social touchant un tiers de ses effectifs (71 postes sur environ 220) en raison des bouleversements survenus au sein du groupe Canal+ — renforcement de la participation de Vivendi et départ de Pierre Lescure. La chaîne Canal+ se sépare de 99 postes sur 2 500 en France, le groupe Canal+ comptant alors 5 000 salariés en Europe. À l'occasion de la fusion des rédactions de la chaîne d'information et de Canal+, de nombreux journalistes de la chaîne cryptée, comme Bruce Toussaint, rejoignent i>télévision.

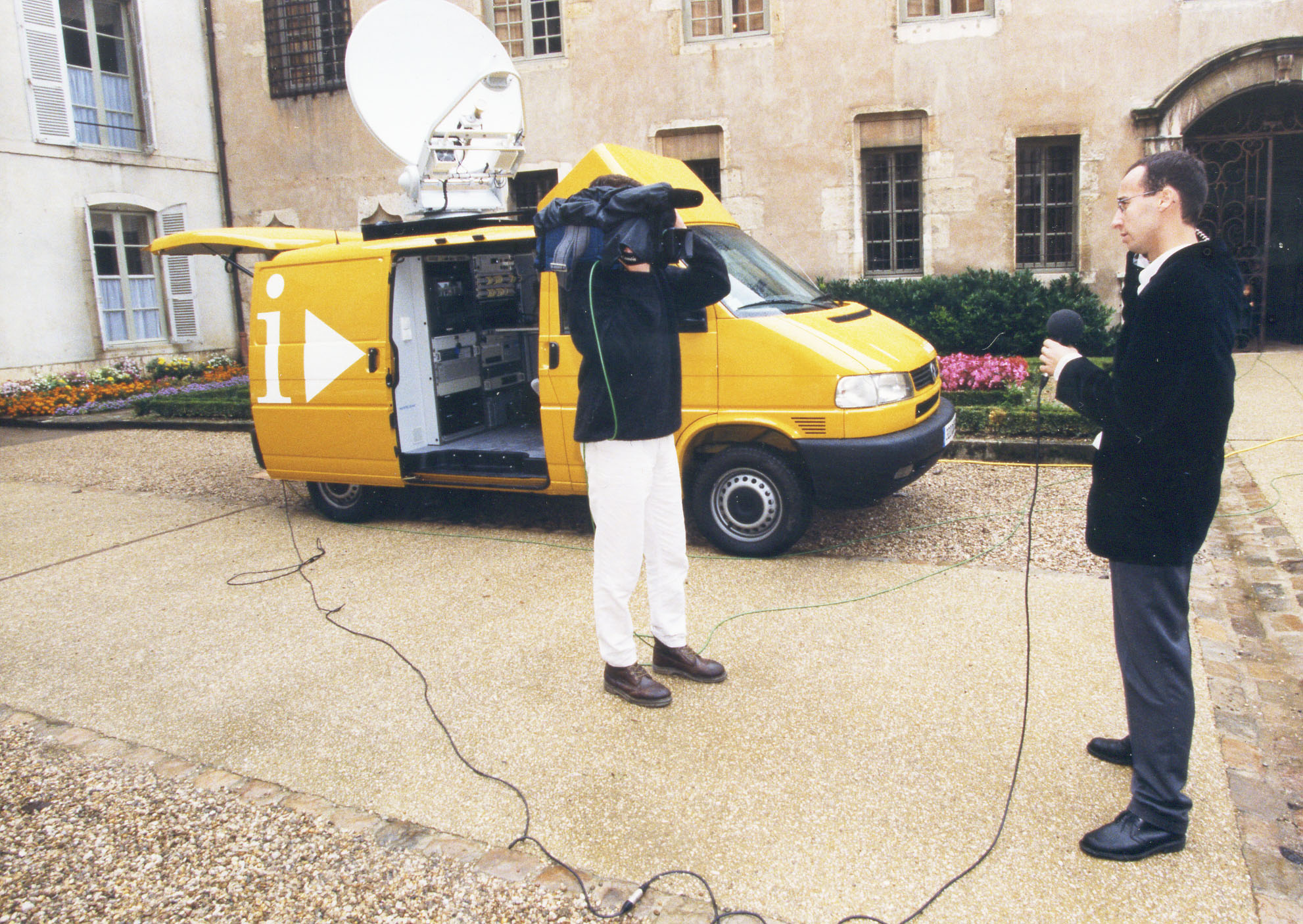
L'un des véhicules satellites ou « VS » en septembre 1999 dans la commune de Beaune.

En mars 2001, Noël Couëdel rejoint RTL et Jacques Jublin prend la direction de la rédaction, avec à ses côtés Bernard Zekri Ouiddir, « détaché à i>télévision » pour faire évoluer le concept de la chaîne d'information en continu. Ancien directeur de la rédaction de La Tribune et rédacteur en chef de L'Expansion, le premier est éditorialiste économique sur la chaîne depuis sa création tandis que le second est directeur adjoint de la rédaction de Canal+ depuis juin 1999, ancien producteur de musique rap, proche des fondateurs du journal Actuel et de Radio Nova.
En décembre 2001, un accord entre i>télévision et CNN, la première chaîne d'information en continu américaine, est évoqué par la presse, sans qu'une déclinaison « I-CNN » sur le principe de CNN+ en Espagne ne soit effectivement créée.

### 2001-2005: Jean-Claude Pâris transforme i>télévision en I-Télé
Après le départ de Christian Dutoit pour le groupe audiovisuel Expand, la direction générale de la chaîne est confiée en juin 2001 à Jean-Claude Pâris, un ancien responsable de Canal+ Belgique. Bernard Zekri Ouiddir est nommé directeur de la rédaction d'i>télévision. À la fin de l'année 2001, Norbert Balit rejoint la chaîne comme directeur général adjoint, poste qu'il occupe jusqu'en mai 2004.
Le 9 septembre 2002 à 19 h 20, la chaîne change de logo et d'habillage et est rebaptisée I-Télé.[réf. nécessaire]

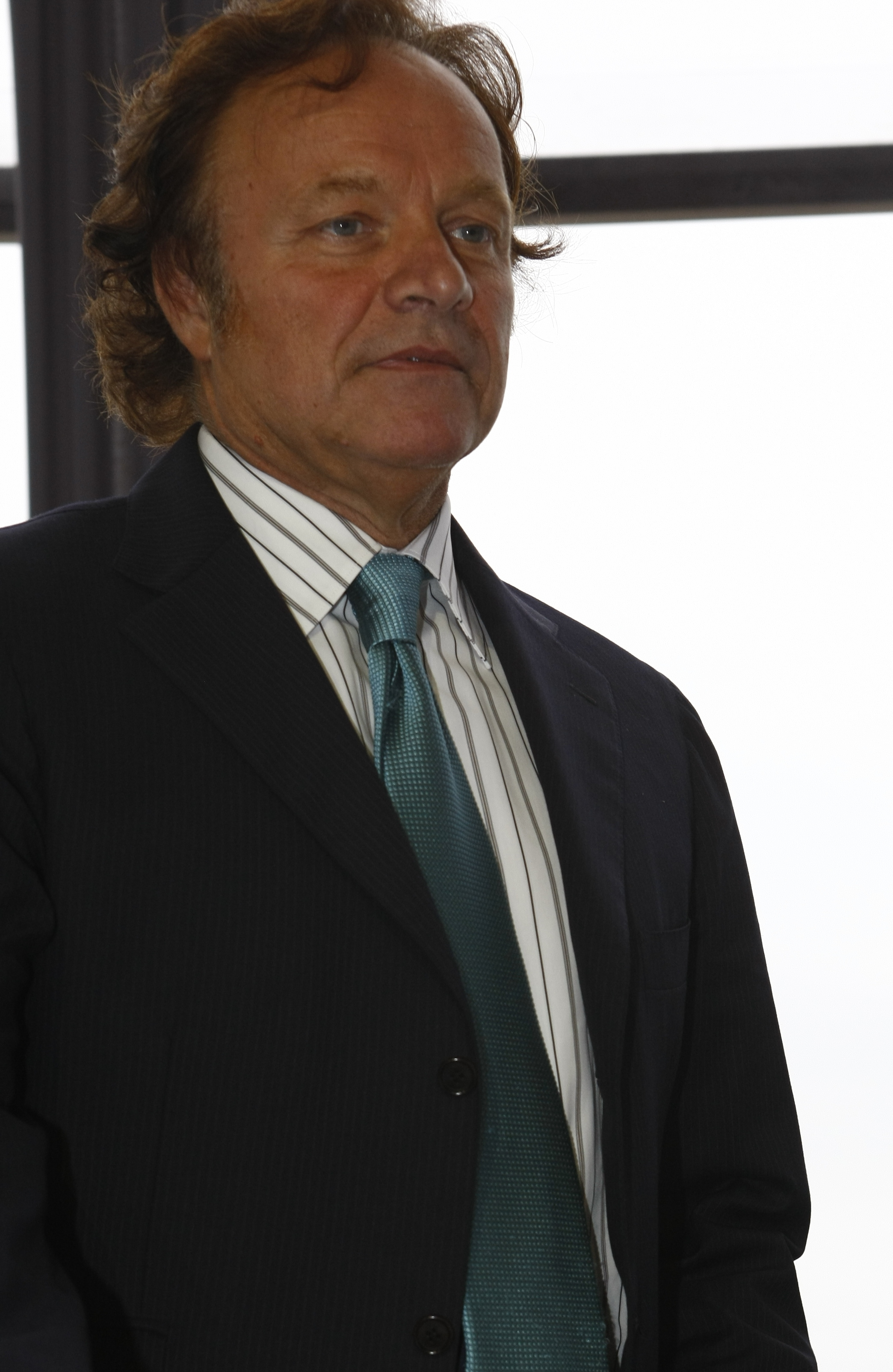
Guillaume Durand, présentateur sur I-Télé de 2004 à 2006, en 2008.

La chaîne connaît un nouveau plan social en mars 2003, quand 305 postes sont supprimés et 138 autres externalisés au sein du groupe Canal+,,. À la suite d'un mouvement de grève, le journal de la mi-journée du 14 février 2003 de Canal+ est remplacé par une édition réduite, présentée par Priscilia de Selve et réalisée par les équipes d'I-Télé. Ce journal débute exceptionnellement à 13 h 13 au lieu de 12 h 30.
À partir de septembre 2004, Guillaume Durand, venu d'Europe 1, anime une interview quotidienne tous les soirs. Après avoir présenté la session d'information du soir (18 h - 21 h) sur I-Télé pendant la saison 2003-2004, Bruce Toussaint présente brièvement en septembre 2004 l'émission de débat contradictoire N'ayons pas peur des mots sur I-Télé. En octobre, Samuel Étienne lui succède à la suite du départ de Thierry Gilardi sur TF1 ; Bruce Toussaint reprend, en effet, en duo avec Stéphanie Renouvin, La Matinale, diffusée en direct chaque matin sur Canal+ et I-Télé lors de la saison 2004-2005.
Pendant l'été 2005, le groupe M6 se dit intéressé par une reprise d'I-Télé, en raison de la montée en puissance de l'information sur la sixième chaîne de télévision hertzienne. Puis en février 2006, après l'annonce de l'absorption de TPS par Canalsat, Lagardère Active se montre intéressé par la reprise de la filiale du groupe Canal+.
Le 9 mai 2005, la chaîne est retenue par le CSA pour l'offre gratuite de la télévision numérique terrestre française.

### 2005-2008: Valérie Lecasble installe I-Télé sur la TNT

#### Septembre 2005: création d'une matinale spécifique
En septembre 2005, Jean-Claude Pâris est remercié par le groupe Canal+ qui le remplace par Valérie Lecasble. À partir de septembre 2005, La Matinale, initialement commune à Canal+ et I-Télé, n'est plus diffusée que sur Canal+ : I-Matin, une matinale spécifique à la chaîne d'information en continu, est mise à l'antenne avec Laurent Bazin et Nathalie Iannetta.
Lors de la rentrée 2005, Marie Drucker quitte Canal+ où elle présente les journaux après avoir animé ceux d'I-Télé pour prendre les commandes de Soir 3 sur France 3. Peu après, les présentateurs Stéphanie de Muru et Jean-Alexandre Baril quittent la chaîne pour participer à la création de BFM TV,.
À l'automne 2005, Christophe Hondelatte, qui doit animer un débat quotidien ou même la Matinale, renonce finalement à rejoindre la chaîne pour respecter une clause d'exclusivité avec France 2 et continuer son travail sur RTL, car il « choisi[t] d'honorer [sa] maison [RTL] ».
Le 14 octobre 2005 à 19 h 20, I-Télé est officiellement lancée sur le canal no 16 de la TNT qui débute avec la diffusion de l'entretien politique Le Franc Parler en simultané sur France Inter et en partenariat avec Le Point. La chaîne emploie alors cent quarante-cinq journalistes, dont dix-huit correspondants en France et trois à l'étranger. De 7 h à 9 h, la tranche matinale est confiée à Laurent Bazin et Nathalie Iannetta, de 12 h à 14 h, la tranche mi-journée est présentée par Sophia Synodinos et Laurent Kouchner. Harry Roselmack assure, quant à lui, La Grande Édition de 18 h à 18 h 30, avant La Grande Édition, la suite de Guillaume Durand jusqu'à 19 h 30. Enfin, Samuel Étienne présente l'édition du soir de 23 h à 23 h 30. Aussi, du week-end entre 2005 et 2006, la chaîne diffuse un journal en direct de 15 minutes à l'heure tapante et un rappel des titres de 5 minutes à la demie.[réf. nécessaire]
En dehors de ces tranches, 9 rendez-vous quotidiens et 18 magazines hebdomadaires viennent ponctuer l'antenne.[réf. nécessaire] Priscilia de Selve ou Jean-Jérôme Bertolus (en alternance hebdomadaire) animent le débat quotidien On ne va pas être d'accord. Parmi les magazines hebdomadaires : Ariel Wizman interroge un auteur dans i>idées et le directeur de la rédaction de Paris Match, Alain Genestar, présente des reportages préparés par l'agence CAPA dans l'émission i>Match.
À partir janvier 2006, tout en continuant I-Matin, Laurent Bazin remplace Guillaume Durand à la présentation du Franc-parler.

#### Février 2006: polémique autour d'une interview de Youssouf Fofana
Fin février 2006, I-Télé propose sur son antenne un « scoop » en diffusant une interview exclusive de Youssouf Fofana, accusé d’être le tortionnaire et l'assassin d'un jeune homme de confession juive, Ilan Halimi. Cette interview est réalisée par Frank-Olivier Boli, correspondant en Côte d'Ivoire de l'émission I-Afrique, dans des circonstances non rendues publiques et sur les lieux mêmes de sa détention, ce qui est illégal en France. Cette séquence déclenche l'objet de violentes polémiques sur les plans de la morale et de déontologie : faut-il exploiter l'interview d'un prisonnier durant une garde à vue au lieu d'interroger ses avocats ?

« Je trouve inadmissible que l'on ait pu, ces jours derniers, donner la parole à un barbare et un assassin présumé sur une grande chaîne de télévision. »

— Nicolas Sarkozy, ministre de l'Intérieur devant l'Assemblée nationale en mars 2006
La direction de la chaîne remet une copie de l'enregistrement complet d'une durée de huit minutes aux forces de police françaises[réf. nécessaire].
En mars 2006, une plainte est déposée en raison d'un lourd soupçon de corruption : un commissaire de police aurait été rétribué pour permettre l'accès à Youssouf Fofana lors de sa garde à vue. La chaîne assure pour sa part que « personne sur place n'a été payé ».

#### Mars 2006: recentrage sur l'information
Mais, après le départ de Patrick Le Lay du groupe TF1, l'idée refait surface : « certains à TF1 n'excluent pas de relancer des discussions pour un rapprochement de LCI avec l'une ou l'autre de ses concurrentes de la TNT gratuite, I-Télé ou BFM TV », écrit le quotidien Le Monde en février 2008. En juin 2009, Nonce Paolini, PDG du groupe TF1, affirme qu'il n'est « pas question de fusionner LCI avec I-Télé ».
Lors du lancement d'une nouvelle grille de programmes « recentrée sur l'info » par Valérie Lecasble, le 17 mars 2006, plusieurs émissions sont supprimées, dont celles de Jacques Chancel (i>Chancel) et de Marc Ferro (I-Europe) à la suite d'une étude auprès des téléspectateurs. À partir de mai 2006 et jusqu'au mois de juillet 2008, C'est vous qui le dites (À sa place, vous feriez quoi ? avant septembre 2007), un entretien de sept minutes avec une personnalité politique, est diffusé en direct et en simultané sur I-Télé et sur la radio France Info du lundi au jeudi à 19 h 16.

#### Été 2006: départs d'Harry Roselmack et de Guillaume Durand et arrivée de Thomas Hugues

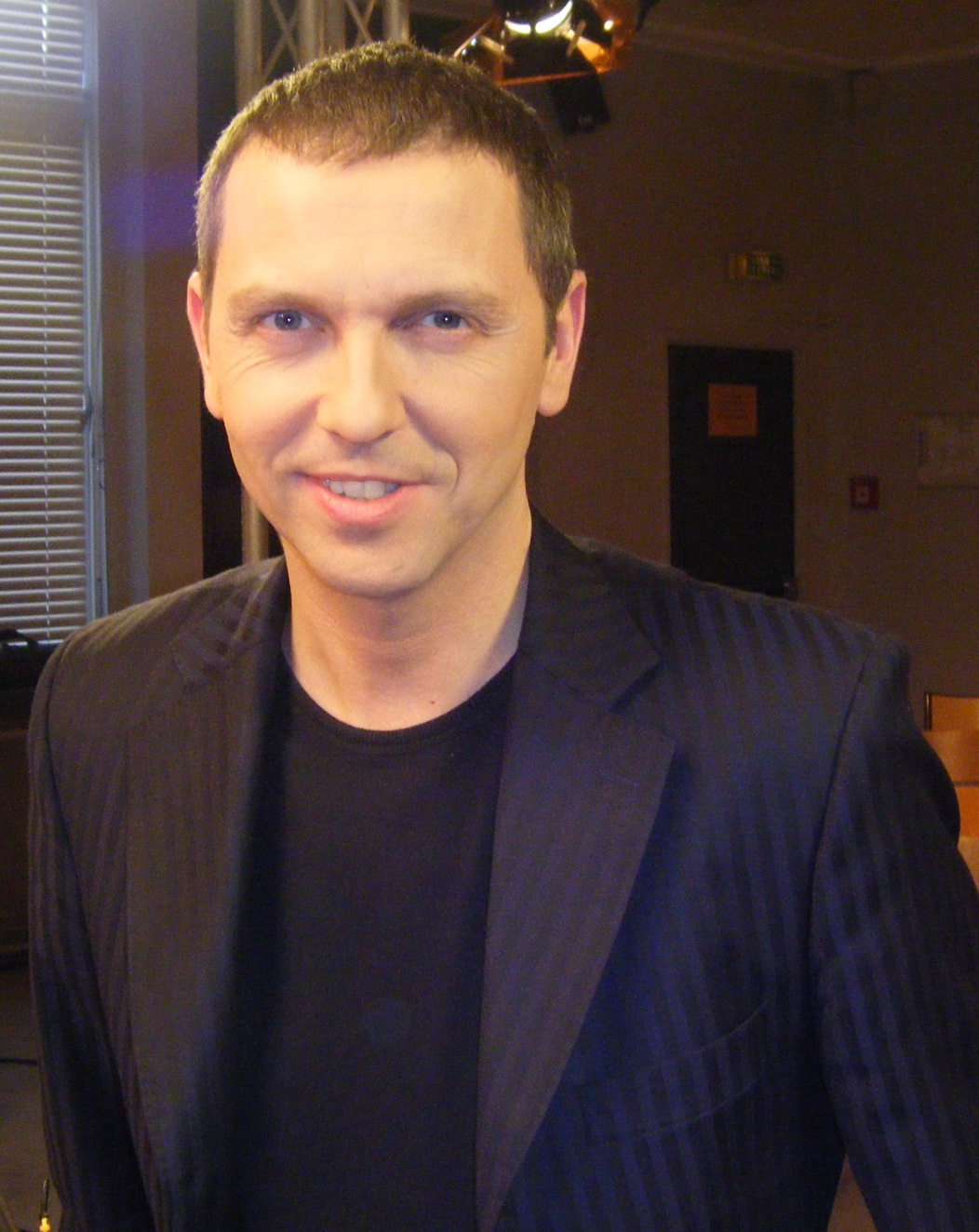
Thomas Hugues, présentateur sur I-Télé de 2006 à 2008, ici avant un débat le 14 février 2008 en direct de l'Institut d'études politiques de Toulouse.

Au printemps 2006, deux visages de la chaîne sont contactés par d'autres chaînes de télévision : Laurent Bazin est contacté pour remplacer Laurent Delahousse à la présentation de Secrets d'actualité sur M6, mais préfère rester sur I-Télé. De même, pour ne pas rater l'élection présidentielle, Samuel Étienne décline la proposition de France 3, qui lui propose d'animer la nouvelle émission de débat culturel quotidien Ce soir (ou jamais !), finalement confiée à Frédéric Taddéi.
En juin 2006, Harry Roselmack, qui anime le journal du midi sur Canal+ et La Grande Édition à 18 h, rejoint TF1 et LCI pour devenir le remplaçant de Patrick Poivre d'Arvor à la présentation du journal de 20 heures et présenter le magazine hebdomadaire Sept à huit avec Anne-Sophie Lapix ainsi qu'un journal de 30 minutes, du lundi au jeudi, à 18 h sur LCI.
En juillet 2006, Guillaume Durand, présentateur de La Grande Édition, la suite de 18 h 30 à 19 h 30, quitte lui aussi I-Télé pour respecter une clause d'exclusivité avec France 2. Christophe Barbier, éditorialiste politique dans la matinale et débatteur dans Ça se dispute, rejoint, pour sa part, LCI afin d'y proposer chaque matin un éditorial et une interview. Toujours à la fin de la saison 2006, l'émission Postface disparaît de l'antenne, d'où le départ involontaire de Laurent Seksik (ex-journaliste du magazine l'Express).
En août 2006, Thomas Hugues arrive de TF1 pour présenter 1 h 30 chrono du lundi au vendredi de 18 h à 19 h 30, aux côtés de Claire-Élisabeth Beaufort (puis Maya Lauqué à partir de début 2007). Il reprend la tranche horaire d'Harry Roselmack et Guillaume Durand pour proposer « un tour complet de l’actualité nationale et internationale en 90 minutes ». En remplacement de Christophe Barbier, Nicolas Domenach, journaliste à Marianne, présente l'éditorial politique dans i>Matin et débat avec Éric Zemmour, dans Ça se dispute. La présence d'Éric Zemmour est dès lors synonyme de records d'audience. Ça se dispute est ainsi la seule émission qui permet à i>télé de devancer son concurrent BFMTV.

#### Décembre 2006: censure ou auto-censure sur le blog de Laurent Bazin?
D'octobre 2006 à janvier 2007, Laurent Bazin publie un blog sur l'actualité. Ce blog est extérieur à I-Télé, tout en disposant d'un lien sur le site officiel de la chaîne.
En décembre 2006, à la demande de la direction d'I-Télé, Laurent Bazin supprime l'un de ses éditoriaux,, évoquant un déjeuner collectif organisé par I-Télé réunissant la direction de la rédaction, ses journalistes politiques et Nicolas Sarkozy (ministre de l'Intérieur, président de l'UMP et candidat à la présidentielle). Selon le récit de Laurent Bazin, Nicolas Sarkozy se plaint ouvertement de « ne pas être épargné » par la chaîne d'information. Devant la direction de la chaîne, il remet ensuite ouvertement en question l'objectivité de l'ensemble des journalistes français qu'il définit sociologiquement comme « 2/3 à gauche, 1/3 à droite ».
Laurent Bazin explique le retrait de cet éditorial : « J'ai fermé mon blog en février, deux mois après l'affaire, à un moment où il devenait très compliqué d'être à la fois l'animateur et le présentateur d'une tranche matinale d'information sur iTélé (c'est-à-dire le représentant d'une rédaction et d'une chaîne) et un éditorialiste solitaire dans un coin de la blogosphère. » Si Laurent Bazin dément, la communauté des blogueurs qualifie de censure ce retrait.[réf. nécessaire] Fin janvier 2007, Laurent Bazin annonce sa décision de fermer son blog. Il cesse la présentation du Franc Parler en décembre 2006, où Thomas Hugues le remplace à partir de janvier 2007.
Au printemps 2007, la presse évoque une possible fusion des chaînes d'information en continu LCI et I-Télé. Le relatif succès de BFM TV inquiète les dirigeants des groupes TF1 et Canal+ : cette nouvelle venue réalise alors d'assez bons résultats d'audience sur la TNT en dépit d'un budget annuel de seulement 15 millions d'euros. Le fait qu'I-Télé reste la seule chaîne gratuite de Canal+, groupe spécialisé dans la télévision payante, est un autre argument stratégique en faveur de ce scénario. Patrick Le Lay, président du groupe TF1, dément néanmoins tout projet de fusion.

#### Mai 2007: polémique autour d'un débat avorté lors de l'élection présidentielle
Entre les deux tours de l'élection présidentielle française de 2007, l'organisation d'un débat entre Ségolène Royal (PS) et François Bayrou (UDF/Mouvement démocrate) fait l'objet d'une succession d'annonces contradictoires et d'une polémique relative à « des pressions » subies par le groupe Canal+ de la part du candidat UMP Nicolas Sarkozy pour son annulation.[réf. nécessaire]
Le 27 puis le 28 avril 2007, les chaînes Canal+ et I-Télé ainsi que la station de radio France Inter doivent organiser et diffuser ce débat sur leurs antennes. Le groupe Canal+ renonce à ce débat, expliquant que le CSA lui déconseillerait cette émission pour des motifs d'équilibre de temps de parole et d'antenne. Selon Ségolène Royal et François Bayrou, des pressions de la part de Nicolas Sarkozy sont exercées durant les 48 heures précédant ce débat. Ce dernier refuserait de bénéficier du rééquilibrage « légal » ultérieur en sa faveur, relatif au temps de parole et d'antenne exploité par Ségolène Royal.[réf. nécessaire]
Le Conseil supérieur de l'audiovisuel dément dans un communiqué toute consultation de la part de Canal+ sur cette question et souligne la liberté éditoriale de ces chaînes. Après la publication de ce démenti, Rodolphe Belmer, directeur général de Canal+, justifie cette décision : selon lui, Canal+ ne dispose pas de suffisamment de temps d'antenne en clair à proposer à Nicolas Sarkozy pour le rééquilibrage de son temps de parole.
Le débat télévisé se tient finalement, le samedi 28 avril mais sur la chaîne concurrente BFM TV et la station de radio RMC.

#### Septembre 2007: suppression de magazines pour un nouveau recentrage sur l'info et plan d'économie
En juin 2007, une semaine après la mise en place de la nouvelle formule de BFM TV, concurrente d'I-Télé sur la TNT, Valérie Lecasble annonce que la chaîne va se recentrer à la rentrée sur l'actualité, au détriment des rendez-vous de type magazine.
En septembre 2007, la chaîne lance deux nouvelles grandes sessions d'information : Actu midi de 12 h à 14 h, animée par Olivier Benkemoun avec Valentine Desjeunes (les journaux) et Info soir entre 22 h et 23 h, orchestrée par Nicolas Charbonneau et Priscilia de Selve (les journaux).
Toujours présentée par Laurent Bazin et Nathalie Iannetta, i>Matin débute dès 6 h 30.
Poursuivant la présentation de 1 h 30 chrono et avec Stéphane Paoli et Raphaëlle Bacqué de l'interview politique Le Franc Parler en partenariat avec France Inter et Le Monde, Thomas Hugues anime également Ça chauffe, une émission hebdomadaire dédiée à l'environnement et au développement durable. Christophe Beaugrand anime I>Net, une rubrique consacrée à Internet dans l'émission 1 h 30 chrono. Cette chronique est rediffusée dans Info soir et déclinée en magazine le week-end.
Six émissions de talk sont supprimées : quatre hebdomadaires (I-Care, I-Justice, I-Afrique, I-Sport) et deux quotidiennes (I-Média et le journal de la culture).[réf. nécessaire] En revanche, deux rendez-vous de type talk — N'ayons pas peur des mots du mardi au vendredi à 19 h 34 et Ça se dispute en fin de semaine — restent à l'antenne.
Valérie Lecasble présente ensuite, en comité d'entreprise, un plan d'économie accompagné d'un recentrage sur l'information. Quatorze départs volontaires sur 145 salariés sont notamment programmés afin de réaliser 6 millions d'euros d'économie pour un budget annuel de 37 millions d'euros en 2007 (contre 42 millions d'euros en 2006). Il s'agit du troisième plan social de la chaîne depuis sa création après celui de juin 2001 (lors de la fusion Vivendi-Canal+) puis de mars 2003. Alors que la société des journalistes (SDJ) de la chaîne est réactivée, Sophie Brunn, responsable des sujets économiques et présentatrice de Y'a pas que le Cac, quitte la chaîne pour rejoindre la rédaction de France 2.
En septembre 2007, les syndicats organisent un vote à bulletin secret pour lancer un mouvement de grève immédiate ou accorder un sursis de cinq semaines à la direction, à la suite du plan de départs touchant certains personnels et de la forte réduction des moyens de production. Le 26 novembre 2007, une assemblée générale fait le point sur le « projet de relance » de la chaîne, présenté en juin 2007. Le lendemain, la grève est votée par deux tiers des salariés de la chaîne. Toutefois, anticipant ce scrutin, la direction est revenue sur les décisions prises, notamment la fermeture du bureau d'I-Télé à Toulouse. De plus, toutes les revendications des techniciens, en particulier leur planning, sont satisfaites. Devant la réaction immédiate de la direction, les salariés décident de lever le mouvement de grève.[réf. nécessaire]
Fin 2007, Stéphanie Renouvin, présentatrice des journaux d'I-Télé puis de Canal+ quitte le groupe.[réf. nécessaire] En mars 2008, Tania Young, présentatrice météo et chroniqueuse dans 1 h 30 chrono, quitte, elle aussi, la chaîne I-Télé pour rejoindre France 2 où elle remplace Patrice Drevet.
À la fin de la saison 2007-2008, Aymeric Caron, présentateur dans le 8/10 I-Matin Week-End, quitte la chaîne « de sa propre initiative » dans le cadre du plan de départs volontaires engagé en 2007. En décembre 2007, lorsque Émilie Besse rejoint Canal+, ce dernier fait diffuser un florilège pour rendre hommage à la journaliste, provoquant une réaction de membres de la société des journalistes. En septembre 2007, le même journaliste s'est vivement opposé à Nadine Morano, alors porte-parole officielle de l'Union pour un mouvement populaire (UMP). En janvier 2007, le 12/14 Actu midi est renommé I-Actu, avec la même équipe.[réf. nécessaire]

### 2008-2012: une nouvelle formule avec l'arrivée de Pierre Fraidenraich

#### Mai 2008: remplacement de la direction
À la fin du mois de mai 2008, notamment en raison des mauvais résultats d'audience de la chaîne face à sa concurrente BFM TV, Valérie Lecasble est remerciée par la direction de Canal+, et le directeur de la chaîne InfoSport, Pierre Fraidenraich lui succède à ce poste. De même, le directeur de la rédaction, Bernard Zekri, est remplacé par Thierry Thuillier, jusqu'alors rédacteur en chef du journal de 20 heures sur France 2,.
Quittant le groupe Canal+, Samuel Étienne rejoint, en septembre 2008, la chaîne publique France 3 pour présenter un magazine politique, l'émission N'ayons pas peur des mots s'arrête à la fin de la saison.
En juillet 2008, Thomas Hugues quitte également I-Télé pour se « consacrer à sa société de production » et présenter une émission sur les médias sur la chaîne publique France 5. Enfin, Claire Fournier, présentatrice des émissions économiques quotidiennes sur I-Télé, rejoint, elle aussi, France 5 pour succéder à Carole Gaessler à la présentation de C'est notre affaire. Nathalie Iannetta quitte I-Télé pour revenir sur Canal+ afin de remplacer Hervé Mathoux à la présentation de L'équipe du dimanche, émission devant initialement être reprise par Alexandre Ruiz, qui rejoint finalement la station de radio Europe 1.

#### Septembre 2008: lancement d'une nouvelle formule pour redresser l'audience
Le 12 septembre 2008, une nouvelle formule de la chaîne est mise à l'antenne, avec un logo remanié, un habillage en synthèse d'image 3D et un nouveau plateau.[réf. nécessaire] L'objectif annoncé consiste à redresser l'audience de la chaîne face à BFM TV pour lui permettre de retrouver son rang de « première chaîne info de France ». « Si ce n'est pas le cas en septembre 2009, ce sera un échec », déclare alors le nouveau directeur, Pierre Fraidenraich.
De 6 h à minuit, la chaîne propose un rappel de titre tous les quarts d'heure et un journal en direct toutes les demi-heures. Laurent Bazin et Sonia Chironi animent la matinale (de 6 h à 10 h), Jean-Jérôme Bertolus et Valentine Desjeunes celle du midi (de 12 h à 14 h). Succédant à Thomas Hugues et Samuel Étienne dans les cases de 1 h 30 chrono et N'ayons pas peur des mots, Nicolas Demorand prend les commandes de la tranche 18 h - 20 h avec Maya Lauqué en animant notamment À propos, un débat de 19 h 30 à 20 h. Le journaliste continue à présenter en parallèle la matinale de la radio France Inter,. Thierry Dugeon reprend, quant à lui, avec Claire-Élisabeth Beaufort, Le 22:30 entre 22 h 30 et minuit, succédant à Nicolas Charbonneau qui devient rédacteur en chef. 3 jours plus tard, Le 22:30 devient Le 22:30-Minuit.
Dans Cinq dates, une vie, Laurence Katché interroge en voix off une personnalité sur les cinq dates historiques qui l'ont marquée. Réalisé en partenariat avec l'Institut national de l'audiovisuel, l'émission est découpée en cinq épisodes de six minutes diffusés chaque jour de la semaine. Par ailleurs, le service des sports de Canal+ propose 20 h Foot du lundi au vendredi à 20 h. En complément du journal du soir sur Canal+, Florence Dauchez propose un entretien avec un invité dans Le grand témoin, diffusé notamment à 20 h 45.
Le week-end, Thomas Joubert anime la matinale (7 h - 10 h), tandis que Thomas Thouroude prend en charge la tranche 18 h - minuit avec Cécile Delarue (les journaux) et François Pinet (journal des sports). Chaque samedi, un journal des régions est proposé ainsi que Les points sur les i, un débat animé par Nicolas Beytout à 12 h 30. Le franc parler, entretien politique diffusé chaque lundi soir sur I-Télé et France Inter, est remplacé par Dimanche soir Politique, diffusé le dimanche entre 17 h 05 et 17 h 45, toujours en partenariat avec Le Monde. Pour interroger l'invité, Jean-François Achilli succède à Stéphane Paoli pour la station publique et Michel Dumoret (et non Thierry Thuillier, comme annoncé initialement) remplace Thomas Hugues pour la chaîne d'information. Le week-end est également ponctué par plusieurs rendez-vous consacrés aux courses hippiques.
À partir de décembre 2008, Thomas Joubert (Lorraine Denis à partir de janvier 2009) anime du lundi au vendredi C'est au top, un magazine de cinq minutes sur l'actualité culturelle alors qu'I-Télé supprime de sa grille les émissions -Reportage et Combinaison gagnante, puis l'émission Cinq dates, une vie en janvier.

#### Janvier 2009: ajustements dans la grille
À la rentrée de janvier 2009, I-Télé réalise divers ajustements dans sa grille, notamment dans la matinale et la tranche de la mi-journée et entend proposer tous ses journaux en direct de 6 h à 0 h 15. La chaîne retouche également ses décors et son bandeau défilant en bas de l'écran.
Thomas Thouroude et Laurie Milliat-Desorgher prennent en charge la tranche d'informations du matin de 6 h à 10 h au sein de laquelle Laurent Bazin propose un éditorial à 7 h 46 suivi du match des éditorialistes à 8 h 15 puis d'une interview à 8 h 45. Laurent Bazin anime également en fin de matinée Arrêt sur infos.
Valentine Desjeunes et Alexandre Ifi reprennent la présentation de la tranche 12 h - 14 h, tandis que Jean-Jérôme Bertolus anime Les échos de l'éco, un journal de l'économie à 20 h 46, en partenariat avec le quotidien Les Échos,,.
Un remaniement est également annoncé pour la tranche 18 h - 20 h : un grand journal présenté par Maya Lauqué est proposé de 18 h à 19 h, avant une interview de 19 h 10 à 19 h 30, puis un débat jusqu'à 20 h orchestré par Nicolas Demorand.
Toujours présentée par Thierry Dugeon et Claire-Élisabeth Beaufort, l'édition du soir s'allonge d'une demi-heure de 22 h à 0 h.
Enfin, en journée, un JT décalé présenté par Céline Bosquet propose des informations insolites.
En février 2009, Philippe Dana quitte le groupe Canal+ afin de créer une société de production. Il travaille pour la chaîne cryptée depuis sa création en 1984 et rejoint I-Télé en 2001 comme responsable du service culturel. Au mois d'avril, Nicolas Charbonneau, ancien présentateur devenu rédacteur en chef, quitte lui aussi I-Télé pour devenir rédacteur en chef du quotidien Le Parisien/Aujourd'hui en France.
Fin avril, Nicolas Demorand cesse sa collaboration avec I-Télé en évoquant une actualité chargée sur France Inter entre le festival de Cannes et les élections européennes. Maya Lauqué le remplace à la tête du 18-20 avec à ses côtés Sonia Chironi pour les journaux. Au même moment, Paul Lefèvre, François de Closets et Michel Chevalet rejoignent la chaîne pour assurer des chroniques (respectivement dans les domaines de la justice, de la santé et de la science) au sein de cette tranche horaire.

#### Septembre 2009: «accélérer le virage éditorial»
À la rentrée de septembre 2009, I-Télé se dote d'un nouveau décor et entend « accélérer le virage éditorial pris depuis un an », selon les mots de Thierry Thuillier, directeur de la rédaction. Un an après son arrivée à la direction de la chaîne, Pierre Fraidenraich prend acte du fait que BFM TV reste alors la première chaîne d'information en continu malgré sa promesse de faire remonter les résultats d'audience d'I-Télé et dépasser celles de sa concurrente : « Pari perdu, j'ai été trop optimiste mais nous avons progressé de 90 % en parts de marché et reste convaincu que nous y arriverons. »
En août 2009, quittant France 3 où elle présente le 19/20 depuis quatre ans, Audrey Pulvar rejoint I-Télé pour animer Audrey Pulvar Soir dans la tranche 18 h - 20 h avec Sonia Chironi à la présentation des journaux,. Le dimanche de 17 h à 18 h, Audrey Pulvar anime aussi une interview politique avec Nicolas Beytout, : 17H Politique remplace Dimanche soir Politique avec comme nouveau partenaire Les Échos (Nicolas Beytout est le PDG du groupe publiant le quotidien économique) à la place du quotidien Le Monde et de la station de radio France Inter.
Succédant à Laurie Desorgher, Amandine Bégot reprend la présentation des journaux de la matinale aux côtés de Thomas Thouroude du lundi au vendredi de 6 h à 9 h dans La Matinale de l'Info. Ancienne reporter et présentatrice sur LCI, elle retrouve d'autres journalistes de la chaîne d'information en continu concurrente qui ont rejoint la filiale du groupe Canal+ au cours de la saison 2008-2009 : Pierre-Luc Séguillon, Mélanie Gambier et Hélène Devynck.[réf. nécessaire] Pour la saison 2009-2010, ces deux dernières sont respectivement à la tête des journaux du matin (9 h - 12 h) et du week-end (14 h - 18 h) tandis que Valentine Desjeunes présente les journaux de l'après-midi (14 h - 18 h) et Capucine Graby Info+ du lundi au vendredi de 21 h à 22 h, une édition comportant une partie consacrée à l'économie puis une autre sur l'actualité internationale (Un jour dans le monde présentée par Patricia Loison).
Benjamin Vincent, présentateur des journaux sur Europe 1 et chroniqueur sur France 5, arrive lui aussi sur la chaîne pour présenter avec Maya Lauqué la tranche 12 h - 14 h Le Forum de l'Info.[réf. nécessaire]
Le 20 h Foot reste à l'antenne et Thierry Dugeon poursuit la présentation de la tranche 22 h - 0 h Le Point sur l'Info, dont les journaux sont désormais assurés par Céline Bruneau, venue de la chaîne d'information internationale France 24.
Le météorologue Louis Bodin rejoint la chaîne pour y animer la météo. À compter de cette période, pour ses bulletins météorologiques, I-Télé a désormais recours, comme la plupart des médias français, aux prévisions de Météo-France (par exemple, météorologiste Thierry Fréret présenté la météo dans le 6/9 Matinale de l'Info).
Après Thomas Joubert, Julian Bugier, jusqu'alors chroniqueur économique sur la chaîne concurrente BFM TV, prend en charge Info Matin Week-End, le samedi et le dimanche de 7 h à 11 h 30. Le week-end, Jean-Philippe Lustyk anime Midi sports où un invité devient rédacteur en chef et commente l'actualité sportive.[réf. nécessaire] Avec Brigitte Boucher pour les journaux (Cécile Delarue rejoignant l'émission Ça balance à Paris sur Paris Première), Jean-Baptiste Boursier poursuit, le week-end, la présentation de deux programmes du soir : 18h-20h Sport & News, un débat entre journalistes sportifs arbitré par David Vengerder et 20h-0h Info Soir Week-End, une tranche d'information en continu.[réf. nécessaire]
Le samedi, l'émission Ça se dispute est maintenue pour sa septième saison sur l'antenne d'I-Télé, mais change de présentateur : poursuivant son éditorial, son match des éditorialistes puis son interview dans la matinale en semaine, Laurent Bazin succède à Victor Robert pour l'animation de ce débat entre Éric Zemmour et Nicolas Domenach. Le dimanche, Laurent Bazin présente en outre Coup de com pour décrypter la communication dans la sphère publique.
En novembre 2009, après LCI Radio créée par la chaîne de télévision éponyme en janvier 2009, I-Télé lance officiellement sa webradio en partenariat avec le bouquet de radios numériques Goom Radio. Cette station baptisée « I-Télé la Radio » reprend essentiellement les programmes diffusés sur la chaîne de télévision, mais propose sa propre émission entre 17 h et 19 h. Diffusée sur Internet grâce à la technologie de la lecture en continu, elle est présentée comme « la première radio d'information à la demande sur le Web », chaque internaute pouvant construire sa propre liste de lecture.
En décembre 2009, l'émission Midi sports présentée le samedi et le dimanche par Jean-Philippe Lustyk est arrêtée. En janvier 2009, Maya Lauqué reprend seule la présentation de la tranche 12 h - 14 h, à la suite du départ de Benjamin Vincent « d'un commun accord » avec la chaîne. Le JT décalé de Céline Bosquet intègre cette tranche : diffusé vers 13 h, Le Grand JT Décalé propose notamment des images insolites et une chronique de l'imitateur Rémy Marceau, qui intervient déjà sur « I-Télé La Radio ».
À partir de mars 2010, l'émission de débat autour du football On refait le martch créée et présentée par Eugène Saccomano sur la station de radio RTL, est diffusée tous les lundis après 20 h Foot. Quelques semaines plus tard, Louis Bodin quitte la chaîne pour présenter les bulletins météo de TF1 : venu d'Europe 1, Thierry Fréret lui succède à partir du mois de juin.
Pour la Coupe du monde de football de 2010, Pascal Praud, déjà débatteur dans On refait le match, rejoint la chaîne pour présenter notamment L'œil de Praud tous les matins et 13H Foot le midi à la place du Grand JT Décalé. De même, l'international français Jean-Alain Boumsong devient consultant et Victor Robert, présentateur sur Canal+, anime un débat 60 millions de sélectionneurs du lundi au vendredi de 18 h à 19 h. Tout au long de la journée, la chaîne d'information met en place plusieurs rendez-vous autour de cet évènement sportif, avec pour consultant : « nous avons créé un réflexe sport sur I-Télé, explique alors Thierry Thuillier, le directeur de la rédaction. À nous de gagner des points dans ce domaine durant la Coupe du Monde ».
En juin 2010, Laurent Bazin quitte I-Télé pour rejoindre la station de radio RTL et co-animer RTL Midi à la rentrée 2010. Avant l'été, Céline Bosquet, présentatrice du JT décalé, rejoint M6 pour devenir remplaçante à la présentation du journal Le 19:45 les week-ends.
À compter du lundi 7 janvier 2013, Marc Fauvelle quitte I-Télé et le groupe Canal+ pour revenir à Radio France en tant que chef du service politique de France Inter{En août 2010, après deux années à la direction de la rédaction, Thierry Thuillier démissionne de son poste au sein du groupe Canal+ pour rejoindre la direction de l'information de France Télévisions.[réf. nécessaire] Albert Ripamonti, directeur adjoint de la rédaction de la chaîne d'information internationale France 24, le remplace quelques semaines plus tard.

#### Septembre 2010
À la rentrée 2010, Olivier Galzi, présentateur sur France 2, notamment des journaux de Télématin, rejoint I-Télé pour présenter La Matinale de l'Info de 6 h à 9 h avec Amandine Bégot aux journaux, tandis que Thomas Thouroude rejoint Canal+ pour présenter l'émission hebdomadaire L'Équipe du dimanche. La matinale est ponctuée par des débats entre le fondateur de Reporters sans frontières, Robert Ménard, et le journaliste politique Claude Askolovitch, le premier assurant par ailleurs une revue de presse et le second un éditorial politique. En journée, Anne Solenne Hatte succède à Céline Bosquet à la présentation du JT décalé.
Sept jours sur sept, I-Télé diffuse L'édition permanente de 9 h à 12 h avec Mélanie Gambier et de 14 h à 17 h avec Valentine Desjeunes en semaine, aussi de 12 h à 18 h avec Claire-Elisabeth Beaufort du week-end. Cette émission est rediffusée entre minuit et 6 h sur I-Télé La Radio.
En fin d'après-midi, une nouvelle tranche est créée entre 17 h et 19 h : L’info sans interdit est présentée par Julian Bugier et Sonia Chironi avec la participation de Robert Ménard. Nouvelle présentatrice de la tranche 6 h - 7 h sur France Inter, Audrey Pulvar poursuit sa collaboration avec I-Télé mais réduit son émission à une heure de 19 h à 20 h. Après la coupe du monde de football, Pascal Praud continue à intervenir sur la chaîne en reprenant la présentation de 20 h Foot, allongé à 45 minutes quotidiennes et en animant 13H Foot, un nouveau rendez-vous sur le même concept au sein de la tranche 12 h - 14 h présentée par Maya Lauqué. Toujours en semaine, la tranche de Thierry Dugeon, Le Point sur l'Info, avec Nelly Daynac aux journaux, s'allonge d'une heure de 21 h à 0 h.
Le week-end, Jean-Baptiste Boursier succède à Julian Bugier à la présentation dans le 7/12 Info Matin Week-end accompagné de Claire Arnoux pour les sports alors que Valérie Amarou et Stefan Etcheverry, venus de Canal+, reprennent la présentation des soirées du week-end entre 18 h et 0 h, avec la nouvelle émission entre 23 h et 0 h : Multifoot, un grand journal de football,. À partir du mois d'octobre, Jean-Marc Sylvestre, ancien spécialiste de l'économie sur TF1 et LCI, présente le dimanche Les Clés de l'Éco, un magazine sur l'économie en partenariat avec le quotidien Les Échos.
En novembre 2010, la direction d'I-Télé décide de suspendre d'antenne Audrey Pulvar par souci d’éthique à la suite de l'annonce par son compagnon Arnaud Montebourg de sa candidature aux primaires socialistes en vue de l'élection présidentielle française de 2012. L’info sans interdit de Julian Bugier et Sonia Chironi est alors prolongée jusqu'à 20 h. Quinze jours plus tard, Audrey Pulvar revient à l'antenne pour une interview de 10 minutes à 19 h 40, mais ce rendez-vous est supprimé à la fin de l'année. Fin janvier, elle revient à l'antenne d'I-Télé pour animer à 11 h 40 Arrêt sur l’info, un débat sur des sujets de société sans intervenant politique.
À partir de janvier 2011, l'interview matinale de Guillaume Durand sur Radio Classique est diffusée également sur I-Télé. Présent quatre ans auparavant sur la chaîne, Guillaume Durand coprésente En route vers la présidentielle avec Michaël Darmon, chroniqueur politique sur I-Télé. Une semaine plus tard, une autre émission est lancée, également dans la perspective de l'élection présidentielle française de 2012 : venue de France 24, Léa Salamé présente avec Michel Dumoret, chef du service politique, Élysée 2012 du lundi au vendredi à 21 h 15.
En mars 2011, à la suite de désaccords avec le directeur de la rédaction, Thierry Dugeon démissionne de la chaîne. Jean-Baptiste Boursier, qui lui succède, est lui-même remplacé, en avril, par Leïla Kaddour-Boudadi à la matinale du week-end.
Le 16 avril 2011, I-Télé lance un nouvel habillage et se dote d'un nouveau décor. Les différentes tranches horaires sont renommées : La Matinale de l'Info » Le 6-9, Le Forum de l'Info » Le 12-14, L'Info sans Interdit » Le 17-20 & Le Point sur l'Info » Le 21-0.
En juillet 2011, Julian Bugier quitte la chaîne pour rejoindre France 2 et devenir le remplaçant de Laurent Delahousse à la présentation des journaux du week-end. Maya Lauqué présente la soirée (17 h - 20 h) avec Sonia Chironi. Jean-Baptiste Boursier rejoint BFM TV, la chaîne concurrente d'I-Télé, pour présenter les journaux télévisés du soir. De même, Audrey Pulvar quitte la chaîne à la fin de la saison pour intégrer l'émission On n'est pas couché présentée par Laurent Ruquier sur France 2.

#### Rentrée de septembre 2011
À la rentrée de septembre 2011, succédant à Olivier Galzi, Denis Girolami, jusqu'ici animateur de la pré-matinale sur la station de radio RTL, reprend la présentation de la matinale d'I-Télé, Le 6-9, en compagnie de Maya Lauqué. Pendant l'été 2011, Christophe Barbier quitte LCI et revient sur I-Télé pour présenter dans la matinale un éditorial et animer l'interview politique, un billet d'humeur et un zapping politique. Nelly Daynac, Claire-Élisabeth Beaufort et Florent Peiffer présentent en alternance L'Édition Permanente en journée.
Marc Fauvelle, animateur de la matinale de France Info, rejoint la chaîne pour présenter la tranche entre 17 h et 20 h, avec Léa Salamé.
Amandine Bégot présente L'Édition du Soir, une émission avec les experts de la chaîne, de 21 h et 22 h 30. Victor Robert, venu de la maison mère Canal+ et Sonia Chironi assurent La Grande Édition, la tranche entre 22 h 30 et 0 h 30 avec de grands journaux, controverses et chroniques.[réf. nécessaire]
Le week-end, Olivier Galzi, écarté de la matinale, présente les soirées de 18 h à minuit aux côtés d'Isabelle Moreau. À partir d'octobre 2011, Olivier Galzi présente aussi un magazine de décryptage de la campagne pour l'élection présidentielle française de 2012, CQFD – Ce qu'il fallait décrypter, le samedi de 10 h 15 à 11 h.
I-Télé s'associe avec la station de radio Europe 1 pour deux émissions politiques communes : le mercredi de 19 h à 20 h, Arlette Chabot et Michaël Darmon arbitrent un débat entre deux personnalités politiques Expliquez-vous et le dimanche de 10 h à 11 h, Le Grand Rendez-vous est une interview présentée par Jean-Pierre Elkabbach, avec Michaël Darmon et en partenariat avec le quotidien Le Parisien.
Mi-janvier 2012, I-Télé modifie une partie de son habillage et notamment sa barre d'informations.

### 2012-2015: Cécilia Raguenau est directrice générale

#### Janvier 2012: définition d'une stratégie éditoriale
En janvier 2012, Cécilia Ragueneau, devenue sept mois plus tôt directrice générale adjointe après une dizaine d'années au sein du groupe Canal+, devient directrice générale en remplacement de Pierre Fraidenraich lequel devient directeur des acquisitions du pôle sport de Canal+.
Rodolphe Belmer, directeur général adjoint du groupe Canal+, lui donne mission de différencier I-Télé de sa concurrente BFM TV : la chaîne ne doit pas « être Fox News », laquelle vise un auditoire populaire, mais plutôt cibler prioritairement les catégories socio-professionnelles supérieures. Cécilia Ragueneau doit résolument orienter la stratégie éditoriale vers le « hard news » en renforçant les sujets économie, actualité internationale et politique. Le modèle visé s'approche de celui de l'américaine CNN. Pour sa part, Albert Ripamonti est maintenu à son poste de directeur de la rédaction.
Mais en mai 2012, Albert Ripamonti annonce quitter ses fonctions. Il est remplacé par Céline Pigalle, rédactrice en chef de La Matinale sur Canal+, à la direction de la rédaction.
À la rentrée 2012, la chaîne entend se différencier de BFM TV « avec une ligne exigeante sur la qualité de notre information » selon Cécilia Ragueneau, en visant le décryptage, l'analyse et le débat.

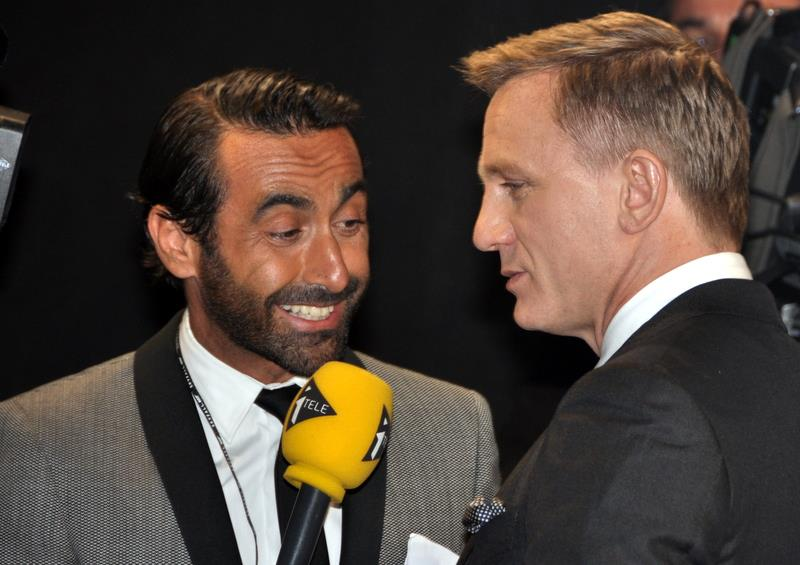
Le journaliste Olivier Benkemoun interviewant Daniel Craig pour I-Télé, en octobre 2012.

En semaine, Amandine Bégot et Jérôme Bermyn, venu de France 2, reprennent la présentation de la matinale de 6 h à 9 h. Christophe Barbier rempile pour son éditorial politique, son zapping politique et son interview : Le Face à Face, Valérie Casanova propose le meilleur de l'actualité culturelle, Jérôme Libeskind pour l'information économique et Virginie Valentini-Poirier les sports. En journée, L'Édition Permanente est présentée par Claire-Élisabeth Beaufort et Mikaël Guedj le matin puis Nelly Daynac et Denis Girolami l'après-midi. En soirée, Léa Salamé et Marc Fauvelle présentent L'Édition du Soir, de 18 h à 22 h, incluant l'émission 20H Foot de Pascal Praud et François Pinet ainsi qu'un débat quotidien de 21 h 15 à 22 h, ONVPSM - On ne va pas se mentir. L'interview de Robert Ménard est supprimée. Olivier Galzi succède à Victor Robert à la présentation de La Grande Édition, avec Maya Lauqué pour les journaux, de 22 h à minuit.
Le week-end, Florent Peiffer et Isabelle Moreau présentent Info matin de 7 h à 10 h. Alice Darfeuille, Soizic Boisard et Patrice Boisfer présentent ensuite les journaux de L'Édition permanente, entrecoupée de magazines comme L'Hebdo de l'Éco de Jérôme Libeskind ou L’Hebdo des Médias de Matthias Gurtler, venu de TPS Star avec son émission Telle est ma télé. 13H Foot n'est plus décliné qu'en émission dominicale. Du vendredi au dimanche, Sonia Chironi, présente Info Soir à partir de 20 h, avec Antoine Genton venu de RFI. CQFD, présenté par Olivier Galzi récupère la tranche du vendredi soir à 21 h 15.
À compter du lundi 7 janvier 2013, Marc Fauvelle quitte I-Télé et le groupe Canal+ pour revenir à Radio France en tant que chef du service politique de France Inter[réf. nécessaire]. Pascal Humeau le remplace aux côtés de Léa Salamé. À la suite d'un congé maternité, Sonia Chironi est remplacée par Antoine Genton à la présentation d’Info Soir accompagné de Clélie Mathias.

#### Septembre 2013: «grille de combat», têtes d'affiche et décryptage
Le 16 juillet 2013, la chaîne quitte son siège social historique situé à Paris près de la Gare Montparnasse et du Jardin Atlantique pour rejoindre le pôle des chaînes gratuites du Groupe Canal+, composé de D8 et de D17, se trouvant à Boulogne-Billancourt. Pour l'occasion, la chaîne se dote d'un nouveau plateau ouvert sur l'extérieur et dont la régie technique ainsi que le centre d'information sont visibles. Dès lors, la chaîne est diffusée en haute définition sur Canalsat.
Pour concurrencer BFM TV qui ouvre l'antenne à 4 h 30 du matin pour Première Edition, I-Télé commence désormais à 5 h, à partir du 26 août 2013, avec une pré-matinale, Dès 5 h - L'info qui se lève tôt présenté par Pascal Humeau et Anaïs Castagna (Florence O'Kelly jusqu'en octobre 2013) avec notamment l'édito politique de Christophe Barbier. Bruce Toussaint fait son retour sur la chaîne de 7 h à 10 h avec #Teamtoussaint - La matinale info aux côtés d'Amandine Bégot pour les journaux et la revue de presse. Ils sont entourés d'une équipe de spécialistes pour décrypter, dans chacun de leur domaine, l’actualité : Marie Colmant (culture), Thierry Fréret (météo), Christophe Barbier (interview et zapping politique), Nicolas Bouzou (économie), Stefan Etcheverry (sport) et Christine Ockrent (politique internationale). De 10 h à 18 h, La Newsroom - L'Info au cœur de la rédaction remplace L'Édition permanente présentée par alternance par Nelly Daynac, Sonia Chironi, Romain Desarbres et Clément Méric. À 18 h, l'ancienne présentatrice du journal de 20 heures de TF1, Laurence Ferrari, revient à l'information avec Tirs croisés - Ferrari, une tranche d'information à consonance politique, jusqu'à 19 h 30, en compagnie de Jean-Claude Dassier et Audrey Pulvar qui interviewent avec elle l'invité politique. 20H FOOT est reconduit entre 19 h 30 et 20 h 30 toujours avec Pascal Praud et François Pinet. À 20 h 30, Léa Salamé reprend la deuxième partie de ce qui était l'année précédente L'Édition du Soir, avec 100% Info - ONVPSM, un grand journal de 30 minutes à 20 h 30 puis à 21 h 15, ONVPSM - On ne va pas se mentir, le débat du soir entre 4 personnalités politiques, journalistes ou de la société civile. À 22 h, Olivier Galzi conserve sa tranche horaire, renommée Galzi jusqu'à minuit - Le Grand Décryptage, désormais en compagnie de Caroline Delage, à la suite du départ de Maya Lauqué pour France 5.
Le week-end, I-Télé diffuse 4 grands carrefours de l'info : le 7/11 La Matinale Week-End avec Isabelle Moreau et Florent Peiffer ; le 11/18 La Newsroom Week-End avec Soizic Boisard (17/18), Patrice Boisfer (13/14 + 15/17) et Claire-Elisabeth Beaufort (11/13 + 14/15) ; le 18/0 Intégrale Week-End avec Alice Darfeuille et Antoine Genton (soutient Soizic Boisard sur le 20/22), accompagné désormais de Julien Pasquet pour actualité sportive ; et le 0/0:30 Le Journal de la Nuit avec Alice Darfeuille.
À la suite du départ de Maya Lauqué, l'émission de débat entre Éric Zemmour et Nicolas Domenach, Ça se dispute est confiée à Léa Salamé, remplaçant CQFD le vendredi à 21 h 15. Le 20 septembre 2013, I-Télé organise une édition spéciale de cette émission à l'occasion de son 10e anniversaire. CQFD est désormais programmé le samedi à 10 h 15. Le Grand Rendez-Vous est reconduit le dimanche à 10 h 15 avec comme partenaire presse Le Monde et non plus Le Parisien. L'Hebdo de l'Éco et L'Hebdo des Médias, renommés en Semaine des Médias sont aussi reconduits.
Par la même occasion, I-Télé dévoile un nouveau logo qui est mis en place à la même date, le lundi 26 août 2013.
Pendant la Coupe du monde de football 2014, un dispositif exceptionnel est mis en place avec 4 émissions spéciales tout au long de la journée : 7 h Foot Brésil (Stefan Etcheverry et Bruce Toussaint), 13 h Foot Brésil (Sonia Chironi et Vincent Radureau), 20 h Foot Brésil (Pascal Praud et François Pinet accompagnés de consultants et de spécialistes comme Alou Diarra, Jean-Luc Arribart ou Pierre Ménès) et Le Débrief Foot Brésil d'après match (commentaires des matchs de la soirée). 3 envoyés spéciaux sont sur place pour suivre la compétition : Julien Pasquet, Frédéric Plisson et Olivier Le Foll.

#### Rentrée 2014: stabilité et continuité
La rentrée est fixée au 25 août 2014. La grille est majoritairement très stable et l'ensemble des émissions, à l'exception de La Semaine des Médias, sont reconduites.
Léa Salamé partie rejoindre l'équipe de Laurent Ruquier dans On n'est pas couché sur France 2 ainsi que Le 7/9 de Patrick Cohen sur France Inter, elle est remplacée par Audrey Pulvar à 100% Info - ONVPSM renommé Le JT d'Audrey Pulvar - ONVPSM. Elle récupère aussi un nouveau rendez-vous politique, 18 h Politique, le dimanche soir de 18 h à 20 h. Pascal Praud reprend Ça se dispute.
Isabelle Moreau remplace Anais Castagna à Dès 5 h et est remplacée par Alice Rougerie à La Matinale Week-End. Florent Peiffer récupère CQFD et présente un nouveau magazine international DM2A - D'un monde à l'autre. Claire Fournier rejoint la #TeamToussaint en remplacement de Nicolas Bouzou.
Lucas Menget, rédacteur en chef adjoint chargé des reportages, incarne, depuis le 15 septembre 2014, un rendez-vous ponctuel de reportages, le Document i-Télé. Le 16 novembre, Olivier Ravanello crée un nouveau magazine de géopolitique, Vous Président, le dimanche à 21 h 10.
Le 19 décembre 2014, Cécilia Ragueneau et Céline Pigalle, directrice de la rédaction prennent la décision de mettre fin à leur collaboration avec le journaliste Éric Zemmour, à la suite de l'interview que celui-ci a donnée au journal italien Corriere della Serra. En novembre 2016, iTélé est condamnée à verser 50 000 euros au journaliste pour « rupture brutale et abusive du contrat, sans préavis et sans invoquer aucun manquement contractuel ».

#### Septembre 2015
La rentrée est fixée au 24 août 2015. La grille est majoritairement très stable et l'ensemble des émissions sont reconduites.
Amandine Bégot partie en congé de maternité en mai 2015 et toujours remplacée par Alice Darfeuille, qui, elle, est remplacée par Aurélie Casse venue de LCI pour les journaux d'Intégrale Week-End.
Pascal Humeau quitte I-Télé, il est remplacé par Laurent Bazin.
Clément Méric quitte le 10/13 d'I-Télé. Il retrouvera une autre tranche horaire à la rentrée. Adrien Borne de RMC rejoint I-Télé, il anime la nouvelle tranche nommée Le Duo de l'Info remplaçant le 10/13 de La Newsroom aux côtés de Sonia Chironi.
Caroline Delage quitte le 22/00 en semaine, qui part pour le 9/12 en alternance avec Romain Desarbres, nommé Studionews. Elle remplace Nelly Daynac partie en congé maternité. Soizic Boisard succède à Caroline Delage aux commandes des JT du 22 h - minuit. Qui est remplacée par Clément Méric à le 12/17 La Newsroom et à Intégrale Week-End.[pas clair] Amandine Bégot maintenant présente la tranche 17 h - 19 h (Le 17/19 d'Amandine Bégot).

### 2016: Reprise par Vincent Bolloré et crise de la chaîne

#### Mai 2016: nouvelle équipe dirigeante installée
L'arrivée de LCI sur la TNT gratuite le 4 avril 2016 s'inscrit dans un contexte déjà délicat pour I-Télé. Après l'arrivée de Guillaume Zeller, conservateur et catholique traditionaliste à la tête de la chaîne à la rentrée 2015, Serge Nedjar devient président d'I-Télé en mai 2016. Cette nomination suscite l'inquiétude de la rédaction et intervient dans un contexte de forte instabilité : Olivier Ravanello, président de la SDJ, parle même d' « autogestion » devant l'absence de stratégie de la direction de la chaîne. Finalement, le 10 juin 2016, les journalistes d'I-Télé votent à 89,5 % une motion de défiance envers leur direction. Plus tard, le 27 juin 2016 vers midi, la chaîne entre en grève, les salariés protestent contre les suppressions de postes prévues à la rentrée 2016. Le groupe prévoit 70 suppressions d'emploi sur les 220 que compte la chaîne, et annonce ne pas vouloir renouveler 52 CDDU (contrat à durée déterminée d'usage).
Le 31 juillet 2016, Cécilia Ragueneau, directrice générale de la chaîne depuis janvier 2012, et Céline Pigalle, directrice de la rédaction et directrice de l'information du groupe Canal+ depuis mai 2012, sont licenciées et remplacées par Philippe Labro et Guillaume Zeller.
En août 2016, le groupe Canal+ confirme l’arrivée sur I-Télé de Jean-Marc Morandini touché par deux enquêtes préliminaires, l'une pour « corruption de mineurs aggravée » et l'autre pour « harcèlement sexuel et travail clandestin ». La Société des journalistes d’i-Télé demande l'annulation de cette décision en votant, à 92%, une motion de défiance à l'encontre de la direction pour protester contre ce recrutement. La chaîne, restant sur sa décision, invite les journalistes qui le souhaitent à démissionner en invoquant une « clause de conscience ». Une centaine de journalistes quitte la chaîne, I-Télé sombre dans une crise historique.

#### Octobre 2016: une grève historique
Entre octobre et novembre, I-Télé va connaitre la plus longue grève de l'audiovisuel français depuis 1968 et la plus longue grève d'un média audiovisuel privé en France avec 31 jours de grève. Ce conflit est motivé par l'absence de ligne éditoriale de la chaîne depuis plusieurs mois, par la réduction drastique des moyens, par l'indépendance de la rédaction ainsi que par la mise à l'antenne, malgré la grève, de l'émission de Jean-Marc Morandini, Morandini Live, entre 18 h et 19 h. Le CSA est saisi de ce cas, et une vague de soutien touche la chaîne d'information, que ce soient des journalistes ou encore des politiques.
Le 26 octobre 2016, deux des copropriétaires du groupe Le Monde, Matthieu Pigasse, actionnaire majoritaire des Inrockuptibles et de Radio Nova (dont le vice-président Bernard Zekri, ancien directeur de la rédaction d'I-Télé, assure la direction générale des deux médias|date=avril 2025}) et Xavier Niel, PDG de l'opérateur télécom Free, se portent candidats pour acheter I-Télé en proie à des chutes d'audience depuis le début de la grève.
Une fois la grève terminée, 100 journalistes sur 120, soit trois quarts de la rédaction, démissionnent de la chaîne empêchant celle-ci d'avoir l'effectif suffisant pour assurer le direct pendant les fêtes de fin d'année. Le départ de Jean-Marc Morandini n'est pas obtenu mais les journalistes peuvent désormais refuser de travailler avec lui. La composition du comité d’éthique annoncée fin décembre, dont deux des trois membres appartiennent au comité d’éthique de Canal+, n’est pas jugée convaincante par le CSA. Une cinquantaine d'anciens journalistes de la chaîne crée en janvier 2017, le média en ligne Explicite, lequel change de formule en avril 2018, pour s'orienter vers un média payant sur abonnement, sans publicité. Cette publication s'arrête en 2019, faute de finances et de succès commercial.
Une grille des programmes provisoire se met en place. Entretemps, de nombreux reportages, documents, chroniques, émissions de Canal+ alimentent et comblent les intervalles entre les émissions[réf. souhaitée].

### 2017: I-Télé devient CNews
La volonté de Vincent Bolloré consiste à créer une synergie au sein du groupe Canal+ en adoptant les codes de la maison mère. Ainsi, après avoir renommé D8 en C8, D17 en CStar, I-Télé doit devenir CNews. Son lancement prévu initialement en octobre 2016 a été de nombreuses fois repoussé, notamment en raison de la grève qui a paralysé la chaîne.
CNews se recentre sur le sport, la culture et le cinéma, marques fortes de sa chaîne mère Canal+.
Le démarrage de CNews a lieu le 27 février 2017 à 6h avec une refonte de l'habillage, des décors et une nouvelle grille des programmes. En effet, comme une grande partie des journalistes a quitté la chaîne à la suite de la grève de l’automne 2016, les dirigeants recrutent de nouveaux animateurs, Jean-Pierre Elkabbach, Marc Menant, Virginie Chomicki (numéro 2 d'I-Télé), Rachid Arhab ou encore Patrick Poivre d'Arvor.
À la même période naît également le quotidien gratuit d'information CNews Matin, précédemment titré MatinPlus, DirectMatin Plus et DirectMatin. En 2018, les sites Internet de CNews et CNews Matin fusionnent.
La chaîne est critiquée pour sa dépendance éditoriale vis-à-vis de son actionnaire Vincent Bolloré. En avril 2018, lors de la mise en examen du milliardaire pour des faits présumés de corruption, CNews ne relaie l’information qu'en soirée avec un simple bandeau. D'après France Info, le directeur de la chaîne, Serge Nedjar, proche de Vincent Bolloré, « s'est déjà distingué par le passé en intervenant à plusieurs reprises sur certains sujets qu’il jugeait « à charge », notamment lors de l'affaire Fillon qui est, dans un premier temps, occultée par la chaîne.
En octobre 2019, la nouvelle émission Face à l'info, présentée par Christine Kelly, avec Éric Zemmour, fait significativement augmenter l'audience de CNews qui dépasse pour la première fois LCI à 19 h et se rapproche de BFMTV. L'émission de Laurence Ferrari à la même heure ne rassemble que 82 000 téléspectateurs. En novembre 2019, grâce à l'émission, CNews passe du statut « de lointain challenger à celui de leader des chaînes info, devant BFMTV et LCI ». Selon la Lettre A, Éric Zemmour rassemble ainsi 170 % de téléspectateurs de plus sur le créneau 19–20 heures que n'obtenait CNews à la même période en 2018. En deuxième semaine de décembre, Éric Zemmour mobilise une moyenne de 340 000 personnes, ce qui permet à CNews de se positionner ponctuellement en première chaîne info de France au détriment de BFMTV, LCI et Franceinfo.

### Depuis 2019: une chaîne en croissance et controversée
Le 24 octobre 2019, les représentants du personnel de Canal se réunissent lors d'un comité exceptionnel et votent à l'unanimité pour exiger l'exclusion d'Éric Zemmour. La délégation du personnel évoque des raisons d'image pour le groupe et pour ses employés, des raisons économiques et des raisons de sécurité à l'encontre des salariés du groupe. Deux jours plus tôt, La France insoumise avait fait savoir qu'elle ne se rendrait plus sur les plateaux de CNews aussi longtemps qu'Éric Zemmour serait un collaborateur de la chaîne. Le 29 novembre 2019, Christine Kelly révèle avoir reçu des menaces de mort. Des élus LREM, la CGT, et des personnalités telles que l’économiste Jacques Attali ou de la journaliste Valérie Trierweiler boycottent également la chaîne du fait de la présence d'Éric Zemmour,.
Le 27 novembre 2019, le CSA met en demeure CNews pour des propos prononcés par son polémiste Éric Zemmour lors d'un débat avec François Pupponi sur « qu’est-ce qu’être Français ». Zemmour se situe « du côté » du général Bugeaud qui, lors de la conquête de l'Algérie par la France, « massacrait les musulmans et même certains juifs ». La mise en demeure du CSA fait office d'avertissement avant une sanction de la part du gendarme audiovisuel français. CNews, estimant la mise en demeure contraire aux principes de la liberté d'expression, annonce le 3 décembre 2019 saisir le Conseil d'État.
En juillet 2020, L'Obs révèle qu'après avoir engagé des discussions avec Marion Maréchal, CNews va engager comme éditorialiste la journaliste conservatrice Eugénie Bastié.
En octobre 2020, le comité éthique de Canal+ s'émeut de la direction éditoriale prise par CNews, et particulièrement de celle prise pour l'émission Face à l'info, présentée par Christine Kelly. Dans cette émission, en effet, Éric Zemmour ne fait face à un débatteur qu'une seule fois par semaine. Le comité invite à repenser le format de l'émission alors que la chaîne s'appuie justement sur son polémiste favori pour attirer les téléspectateurs.
Le 3 mai 2021, CNews dépasse pour la première fois sa rivale BFMTV en parts d'audience, avec une part d’audience sur la journée de 2,7 % contre 2,5 %, selon Médiamétrie,,,. Face à l’info atteint le même jour un pic à plus d'un million de téléspectateurs (5 % du public en moyenne),,.
En décembre 2023 et pour la première fois de son histoire, CNews est mesurée première chaîne d’info de France sur une semaine complète par Médiamétrie mais toutefois pas en audience moyenne, pour laquelle sa concurrente BFM TV reste largement leader des chaînes d'information en France.
Début 2024, alors que les soupçons d'ingérence politique qui pèsent sur la chaîne continuent de s'alourdir, celle-ci recrute comme nouveau correspondant en Russie Igor Kourachenko, par ailleurs employé de la chaîne de propagande russe Russia Today, sans qu'il soit fait mention nulle part de cette affiliation.
Une enquête de Mediapart en avril 2024 accuse CNews de violation des « règles déontologiques » pour systématiquement « stigmatiser musulmans et étrangers », « criminaliser les mouvements sociaux » et par contre épargner les forces de maintien de l'ordre. Des consignes sont données de mettre en avant, sans vérification préalable, la religion supposée musulmane d'auteurs de faits divers, sans démenti quand il s'avère que ce n'est pas le cas. Elle détaille le traitement médiatique dans le cas de l'affaire Crepol.
En 2024, CNews est candidate au renouvellement de son canal national sur la TNT dont l'autorisation arrive à échéance en 2025. La chaîne est auditionnée le 15 juillet 2024 par l'Arcom. À la différence de sa sœur C8 et malgré ses manquements répétés à ses obligations ainsi que son nombre de réprimandes ou de sanctions de la part de l'autorité de régulation, CNews a été admise le 24 juillet 2024 à l'étape de la pré-sélection pour le renouvellement des chaînes TNT en 2025.
Guillaume Bigot, éditorialiste et chroniqueur sur la chaîne CNews, a été élu député dans la 2e circonscription du Territoire de Belfort lors des élections législatives de 2024 sous la bannière du Rassemblement national, devançant son adversaire Florian Chauche, du Nouveau Front populaire. Il est le seul parmi les trois chroniqueurs (parmi lesquels figurent Pierre Gentillet et Charles Prats) de la chaîne soutenus par l'extrême droite à avoir été élu,.

### Déficit chronique
La chaine est déficitaire à hauteur de plusieurs millions d'euros, depuis sa création,.

## Polémiques et controverses

### Affaire Sébastien Thoen
En novembre 2020, Sébastien Thoen participe à une parodie de l'émission L'Heure des pros en « L'Heure des pronos », pour le compte de la chaîne de pari sportif Winamax. Quelques jours plus tard, il est licencié par Canal+, en raison de sa participation à cette parodie, mettant ainsi un terme à sa chronique dans le Canal Sports Club et à sa présentation du Journal du hard,.
Le 4 décembre, un communiqué de la société des journalistes de Canal+ rassemble 150 signataires pour dénoncer l'éviction de Sébastien Thoen et pour affirmer leur attachement à « la liberté d'expression, de caricature et de parodie pour tous les membres du groupe dans les limites fixées par la loi ». Parmi les nombreux signataires, on retrouve Habib Beye, Mathieu Blin, Olivier Dacourt, Laurie Delhostal, Sidney Govou, Jessica Houara, Marie Portolano, Olivier Tallaron et Nicolas Tourriol. Le journaliste Stéphane Guy, ayant, lui aussi, fait part de son soutien à l'animateur, est mis à pied par Canal+ une semaine plus tard, puis licencié à son tour après 23 ans de contrat.

### Images d'archives et sondages
La chaîne a été critiquée en 2019 pour l'utilisation abusive d'images d'archives sans le mentionner dans un reportage.
La chaîne est rappelée à l'ordre par la Commission des sondages après une émission du 26 octobre 2021 diffusant une représentation erronée d’un sondage faisant apparaître Éric Zemmour comme en hausse dans les intentions de vote pour la présidentielle 2022 et testant simultanément trois candidats à l’investiture des Républicains.

### Promotion avérée des intérêts de Vincent Bolloré
À partir de la fin de l'année 2021, au-delà du cas d'Éric Zemmour, CNews est plus généralement accusé de n'être pas au service de ses téléspectateurs, mais de son acquéreur Vincent Bolloré, qui l'utilise « pour peser sur la présidentielle » mais aussi sur « Emmanuel Macron », qui est en lien avec l'animateur vedette de CNews Pascal Praud. Ces accusations sont détaillées dans un livre-enquête en forme de « plaidoyer pour la liberté d’informer » publié en janvier 2022 par Jean-Baptiste Rivoire sur la base d'une « masse précise » d'informations « souvent vécues de l’intérieur » et « riche en révélations ». Le livre souligne les liens d'Emmanuel Macron avec Vincent Bolloré et d'autres oligarques,, sur fond de concentration des médias,,, et rappelle le « bras de fer » de 2016 entre les journalistes d'iTélé et Bolloré, qui leur a refusé la charte de déontologie qu'ils réclamaient et a rebaptisée la chaîne CNews.

### Homophobie
En décembre 2022, un journaliste pigiste de CNews est écarté de la chaîne après avoir dénoncé à la direction les insultes homophobes qu'il a reçu de la part de la responsable des plannings Isabelle Cheikh, et malgré le témoignages de plusieurs de ses collègues, et d'autres signalements sur le comportement de cette responsable.

### Falsification de l'information
Le 26 juin 2023, Julien Pasquet, animateur de l'émission Soir Info sur CNews, présente un document « inédit » que se serait procuré Michel Chevalet de la « marine américaine » montrant la « lente agonie des passagers » du Titan. Il s'agit en réalité d'un relevé de tremblements de terre de faible intensité dans le pacifique établi par la société Earth-Scope. Celle-ci aurait, selon Le Canard enchaîné, exigé un démenti de CNews.

### Racisme
Le 2 septembre 2023, lors d'une émission où est abordé le sujet des punaises de lit, le présentateur Pascal Praud demande à Nicolas Roux de Bézieux « Il y a plus de punaises de lit aujourd’hui. Est-ce lié à l’hygiène ? Je vais poser toutes les questions… Il y a beaucoup d’immigration en ce moment, est-ce que ce sont les personnes qui n’ont pas les mêmes conditions d’hygiène que ceux qui sont sur le sol de France qui apportent [ces punaises] parce qu’ils sont dans la rue ? », ce à quoi ce dernier le coupe et répond « Absolument pas. » Le présentateur s'est alors fait accuser de racisme par plusieurs députés, dont certains ont annoncé saisir l'Autorité de régulation des communications audiovisuelle et numérique et le ministre délégué à l’industrie, Roland Lescure,.

### L'avortement présenté comme cause de mortalité majeure
Le 25 février 2024, la chaîne affirme que l'interruption volontaire de grossesse (IVG) est la première cause de mortalité dans le monde au sein d'une édition de l'émission En quête d’esprit consacrée à l’avortement, alors que le Sénat examine la même semaine l’inscription du droit à l’IVG dans la Constitution française. L'infographie utilise comme source le site web Worldometer, qui compile des statistiques mondiales basées sur celles de l'Organisation mondiale de la santé (OMS). Alors que l'OMS qualifie cette donnée d'intervention simple au sens de la sécurité sanitaire, CNews la présente comme des décès au mépris de la loi et du consensus de la communauté scientifique. Par ailleurs, si Worldometer constate le nombre d'avortements, il ne parle pas de décès au même titre que l'OMS. Ce chiffre apparaît cependant sur le blog d'extrême droite Le Salon beige dans un article de janvier 2024 intitulé « L’avortement, première cause de décès dans le monde ».
Le gouvernement Attal et sa majorité relative présidentielle, ainsi que les groupes d'oppositions de gauche la France insoumise, les écologistes et les communistes dénoncent des propos « abjects et indignes ». Le Parti socialiste saisit le Procureur de la République à la suite d'un possible délit d'entrave au droit à l’avortement. À la suite des saisines, l'Autorité de régulation de la communication audiovisuelle et numérique (ex-CSA) indique se saisir de la séquence, ayant déjà sanctionné la chaîne le mois précédent pour manquement aux obligations d’honnêteté et de rigueur dans le traitement de l’information à la suite d'une séquence dans Face à l’info. Ses pouvoirs étant élargis par le Conseil d'État début d'année, à la suite d'une décision ordonnant l'autorité de réexaminer le respect par CNews de ses obligations.
À la suite des polémiques, la chaîne présente son mea culpa. Gérald-Brice Viret, directeur général des antennes et des programmes du groupe Canal+ et directeur de Canal+ évoque une erreur technique.

### Journalistes de la chaîne russe RT
En mars 2024, Libération note qu'Igor Kourachenko, le correspondant en Russie de CNews traville également pour RT en français, chaîne interdite de diffusion en Europe en raison de sa diffusion de la propagande du Kremlin, or cette information n'est pas mentionnée aux téléspectateurs. Kourachenko réfute que l'État islamique soit responsable de l'attentat du Crocus City Hall et anticipe le discours de Vladimir Poutine, allégant des responsabilités ukrainiennes. CNews avait déjà employé Antoine Cléraux, également salarié de Russia Today depuis 2015, pour couvrir la rébellion du groupe de mercenaires Wagner,,.

### Couverture médiatique des élections législatives françaises de 2024
Le quotidien Libération observe le 29 juin 2024 que, si CNews se conforme techniquement à l'égalité des temps de parole entre partis politiques, les personnalités du Nouveau Front populaire sont très peu présentes sur les plateaux des émissions de cette chaîne, qui se composent en grande majorité de personnalités de droite et d'extrême droite. Les personnalités de gauche sont en revanche surreprésentés dans les extraits vidéo issus d'interview accordées à d'autres médias ou de prises de parole publiques. CNews diffuse ces extraits, que les personnes présentes sur le plateau commentent ensuite sans que personne soit présent sur le plateau pour apporter un point de vue contradictoire, de sorte que le temps d'écran accordé aux personnalités du Nouveau Front populaire ne leur permet pas de faire réellement campagne.

## Sanctions

### Procédures administratives par le CSA et l'Arcom

#### 2019
Le 3 décembre 2019, le Conseil supérieur de l’audiovisuel (CSA) met en demeure la chaîne pour « incitation à la haine ou à la violence » envers les personnes musulmanes, après les propos d'Éric Zemmour qui avait déclaré dans l’émission Face à l’info qu'en tant que Français, il se plaçait « du côté du général Bugeaud », responsable du massacre « (de) musulmans et même (de) certains juifs » pendant la guerre d'Algérie. La chaîne conteste la sanction devant le Conseil d'État, qui refuse d'annuler l'amende en juin 2021. Elle se tourne alors vers la Cour européenne des droits de l'homme, qui rejette à son tour la demande en novembre 2023,.

#### 2021
Le 18 mars 2021, le CSA sanctionne la chaîne d’une amende de 200 000 euros pour « incitation à la haine » et « à la violence » à la suite de la diffusion de propos tenus en septembre 2020 par Éric Zemmour sur les mineurs étrangers isolés. Le polémiste les avait qualifiés de « voleurs », d’« assassins » et de « violeurs ».
En juin 2021, la chaîne est mise en demeure par le CSA pour n'avoir pas déclaré la majeure partie du temps de parole du candidat du Rassemblement national aux élections régionales de 2021 en Île-de-France Philippe Ballard entre le 10 et le 28 mai, pourtant invité à neuf reprises pour un temps de parole d'environ une heure au lieu des sept minutes indiquées.
Le 27 août 2021, le CSA met en demeure CNews pour « l’absence de diversité des points de vue exprimés » dans deux émissions de Pascal Praud portant sur la tribune controversée de militaires qui dénonçaient le « délitement de la France » dans le magazine Valeurs actuelles. Le Conseil constatait, en effet, que l'émission ne donnait la parole qu'à des soutiens de celle-ci.
Le 20 juillet 2021, le CSA adresse à la chaîne une mise en garde pour « publicité clandestine ». Il est reproché à CNews d'avoir fait la promotion, dans l'émission La Matinale du 24 février 2021, du catalogue Star du service de vidéo à la demande Disney+.

#### 2022
Le 10 mai 2022, l’Autorité de régulation de la communication audiovisuelle et numérique (Arcom) met la chaîne en demeure deux fois pour manquement à l’obligation d’honnêteté et de rigueur de l’information: pour une séquence révisionniste du 1er février, dans laquelle l'éditorialiste du Figaro Ivan Rioufol déclare que le ghetto de Varsovie « était un lieu hygiéniste, un lieu qui était fait pour préserver du typhus », alors que selon le consensus scientifique, cette raison hygiéniste était un prétexte ; et pour une séquence du 21 novembre 2021 dans laquelle Thomas Lequertier nie la réalité de la cinquième vague de contamination au Covid-19, contrairement aux informations transmises par l’Organisation mondiale de la santé.

#### 2024
Le 24 janvier 2024, l'Arcom sanctionne CNews d'une amende de 50 000 euros pour « manquement à l’honnêteté de l’information » à la suite d'émissions diffusées le 26 septembre 2022 abordant le sujet de l'insécurité,.
Le 13 février 2024, le Conseil d’État « enjoint à l’Arcom de réexaminer » les devoirs de la chaîne concernant le pluralisme de ses programmes à la suite d'une plainte par Reporters sans frontières en 2022, qui avait saisi le Conseil d’État à la suite de « l’inaction de l’Arcom » face « aux manquements de CNews » qui selon RSF « n’est plus une chaîne d’information, mais est devenue un média d’opinion ». Cette décision est condamnée par Le Point, la France étant, selon le magazine, « mûre pour un régime autoritaire ». François Jost « balaie d’un revers de la main ces accusations » estimant qu'« au contraire, la liberté d’expression doit y gagner », et que la demande du Conseil d’État « concerne toutes les chaînes ». Mediapart révèle en juillet 2024 que Reporters sans frontière a été la cible au printemps 2024 d'une campagne employant de faux sites Internet pour la discréditer ; cette campagne a été mise en place par l'agence d'influence Progressif Média, société dont est actionnaire Vivendi, le groupe qui possède également CNews.
Le 23 mai 2024, l'Arcom sanctionne CNews d'une amende de 50 000 euros à la suite des propos de Geoffroy Lejeune qui affirme, le 28 septembre 2023 dans L'Heure des Pros 2, que l’antisémitisme et la surpopulation carcérale sont des conséquences de « l’immigration arabo-musulmane ».
Le 19 juin 2024, l'Arcom met en garde la radio Europe 1 sur « la nécessité de veiller strictement [d'une part, à] traiter avec mesure et honnêteté l'actualité électorale [d'autre part] à assurer une pluralité de points de vue dans les émissions de débats réunissant journalistes et/ou chroniqueurs et/ou invités » et rappelle l'exigence de pluralité aux chaînes de télévision C8 et CNews — qui appartiennent comme Europe 1 au groupe Canal+ détenu par Vincent Bolloré — ainsi qu'à France Télévisions.
Le 10 juillet 2024, l'Arcom sanctionne la chaîne pour « manquements à ses obligations » à hauteur de 80 000 euros. Cette décision est justifiée par :
- un débat en décembre 2023 sur la loi immigration, où l'animateur a laissé prononcer des propos stigmatisant laissant entendre que les immigrés seraient des personnes dangereuses ce qui est « susceptible d’inciter à la haine à leur égard en raison de leur race, leur nationalité ou leur origine ethnique et d’encourager à des comportements discriminatoires à leur égard en raison de leur race, leur nationalité ou leur origine »[327]
- et à la suite d'une séquence sur le changement climatique où un intervenant a accusé remis en question le lien entre intervention humaine et réchauffement climatique, dérogeant à la responsabilité de la chaîne d'une « présentation honnête des questions prêtant à controverse, en particulier en assurant l’expression des différents points de vue »[327],[328].

Le 13 novembre 2024, l'Arcom inflige deux amendes à Cnews: une de 100 000 euros pour avoir présenté le 25 février l’avortement comme « la première cause de mortalité », une de 50 000 euros pour avoir propagé de fausses informations en septembre 2023 sur la mise à disposition d’une salle de prière lors d’un voyage scolaire par un collège de Pau. C8 et CNews sont les seules chaînes françaises à avoir fait l’objet de sanctions pécuniaires de la part de l'Arcom et cumulent 52 sanctions en douze ans, dont 16 pendant la seule année 2024.

### Procédures judiciaires
Le 17 janvier 2022, le tribunal correctionnel de Paris condamne le directeur de la publication et responsable légal de CNews Jean-Christophe Thiery à 3 000 euros d'amende pour « injure publique à caractère raciste et provocation à la haine ou à la violence », le tribunal considérant que la chaîne s'est rendue complice des propos racistes tenus par Éric Zemmour le 29 septembre 2020.
Le 7 février 2024, le tribunal correctionnel de Paris condamne le directeur de la publication de CNews à 1 000 euros d'amende avec sursis et 1 000 euros de dommages et intérêts en raison des propos tenus par Éric Zemmour en août 2020 à l'encontre de la députée Danièle Obono qu'il avait accusée « de dire tout son amour pour Mohamed Merah, qui tue des enfants juifs ».

## Rapport de la commission d’enquête «Concentration des médias» du Sénat
Selon certains sénateurs du groupe Socialiste, écologiste et républicain (SER), cette chaîne serait devenue « un projet idéologique » et « un outil de soutien de promotion d’un candidat d’extrême droite » en contradiction nette avec les termes de la convention signée par la chaîne avec l’ARCOM : une chaîne « consacrée à l’information ».
Ils dénoncent, dans ce rapport, l’ambition de Vincent Bolloré de poursuivre un véritable projet politique par la reprise de la chaîne CNews et mettent en évidence une série de « liquidations » des rédactions d’ITélé, fin 2016 et d’Europe 1, à l’été 2021, qui même « s’il n’a pas été confirmé par l’intéressé devant la Commission d’enquête, ne fait pas beaucoup de doute et a fait l’objet de nombreux témoignages. »
Selon certains sénateurs, la chaîne CNews « [n’est en rien] une simple chaîne de débats, comme ses dirigeants se plaisent à la qualifier mais une véritable chaîne d’opinion » qui déroge aux obligations déontologiques définit aux termes de la convention signée par la chaîne avec l’ARCOM dont notamment le « pluralisme d’expression des courants de pensée et d’opinion », l’ « honnêteté de l’information et des programmes », l’« indépendance éditoriale de la rédaction ».
Une étude de Sciences Po Paris et de l’Institut national de l’audiovisuel (INA), soulevée par le rapport, démontrent, en outre, une orientation de plus en plus claire à l’extrême droite des éditorialistes et invités engagés sur la période de 2019-2020.

## Identité graphique de la chaîne

### Identité visuelle

Logo d'i>télévision du 4 novembre 1999 au 8 septembre 2002.Logo d'i>télévision du 4 novembre 1999 au 8 septembre 2002.
Logo d'I>TELE du 9 septembre 2002 au 11 septembre 2008.Logo d'I>TELE du 9 septembre 2002 au 11 septembre 2008.
Variante de l'Logo d'I>TELE du 9 septembre 2002 au 11 septembre 2008.Variante de l'Logo d'I>TELE du 9 septembre 2002 au 11 septembre 2008.
Logo d'ITELE du 12 septembre 2008 au 25 août 2013.Logo d'ITELE du 12 septembre 2008 au 25 août 2013.
Logo d'ITELE du 26 août 2013 au 26 février 2017.Logo d'ITELE du 26 août 2013 au 26 février 2017.
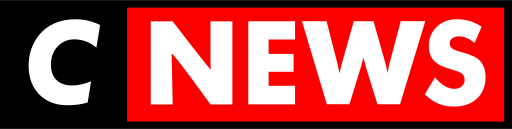
Logo de CNews depuis le 27 février 2017.

### Slogans
- novembre 1999 - 2001 : « i> l'info se rapproche »
- 2001 - septembre 2002 : « Là où ça se passe, 24 h sur 24 »
- septembre 2002 - 2007 : « L'info en + »
- 2007 - septembre 2008 : « Toutes les infos, tout le temps »
- septembre 2008 - 2009 : « Au cœur de l'actualité »
- 2009 - décembre 2010[333] : « L'information avec un grand I »
- décembre 2010[334]- 2011 : « Soyez les premiers à voir les images »
- 2011 - août 2013 : « Au plus près de l'actualité 24h/24 »
- août 2013 - 2014 : « Au cœur de l'évènement »
- 2014 - février 2017 : « L'information ne s'arrête jamais »
- février 2017 - novembre 2017 : « La chaîne info : décryptage et opinions »
- novembre 2017 - septembre 2021 : « La chaîne info qui explique l'info »
- septembre 2021 - janvier 2023 : « Venez avec vos convictions, vous vous ferez une opinion »
- depuis janvier 2023 : « La liberté d’expression n’a jamais fait autant parler »

### Ligne éditoriale

#### Évolution
Depuis la création d'i>télévision en 1999, la formule éditoriale et le concept d'antenne ont connu plusieurs séries d'évolutions, notamment en 2001 puis en 2005, avant un recentrage sur l'information à partir de l'été 2008[réf. nécessaire].
Selon sa convention avec le Conseil supérieur de l'audiovisuel inititalement définie en 1999, « la programmation d'i>télévision est consacrée à l'information ». La chaîne diffuse ses émissions 24 heures sur 24 et sept jours sur sept.
À son lancement, en 1999, i>télévision se présente comme « la chaîne de la France exacte », concept opposé à celui de « la France profonde » par Noël Couëdel, alors directeur de la rédaction. Avec un axe éditorial se rapprochant de celui « d'un quotidien populaire » sensiblement peu parisianniste, la chaîne entend intéresser les téléspectateurs sur le plan national.
À l'occasion de la fusion des rédactions d'i>télévision et de Canal+ en 2001, la chaîne renforce sa grille avec des magazines et des débats diffusés entre les journaux programmés toutes les demi-heures.
Rebaptisée I-Télé en 2002, le ton de la chaîne se veut « plus moderne et moins institutionnel » pour cibler les téléspectateurs âgés de 15 à 34 ans et les actifs qui intéressent les publicitaires (CSP+).
En 2007, I-Télé se définit comme une télévision « d'actualité généraliste dans son contenu et dans son ambition » et une chaîne « qui s'attache à rendre l'information lisible et accessible à tous », grâce à une rédaction « à la structure et aux méthodes novatrices[réf. nécessaire] ainsi que des moyens techniques tout numérique » selon un mode de fonctionnement qui lui permet de traiter l'actualité à chaud et en forte réactivité, depuis la captation d'un événement jusqu'à son traitement à l'antenne.[réf. nécessaire]
Valérie Lecasble (directrice générale de la chaîne de septembre 2005 à juin 2008) promet au lancement sur la télévision numérique terrestre française fin 2005 « une information sérieuse mais aussi ludique »[réf. nécessaire]. I-Télé affirme alors se positionner prioritairement sur la cible « jeune actif, masculin, de 25 à 49 ans ».
Avec la mise en place en septembre 2008 d'un « nouveau modèle éditorial » visant à reconquérir une certaine audience, notamment face à BFM TV, I-Télé abandonne la plupart de ses magazines pour se recentrer sur l'information. En janvier 2009, Pierre Fraidenraich, désormais directeur général, précise que cette nouvelle formule entend faire oublier les « bavardages » de la précédente version. Ainsi, I-Télé se veut désormais « plus réactive, plus événementielle, sortant plus de scoops », avec une antenne « en direct intégral entre 6 heures et 0 h 15 ». En septembre 2009, Thierry Thuillier, directeur de la rédaction, promet d'« accélérer le virage éditorial pris depuis un an et de renforcer les valeurs identitaires de la chaîne : de l'info en continu et en direct et surtout de l'info qui a du sens ».

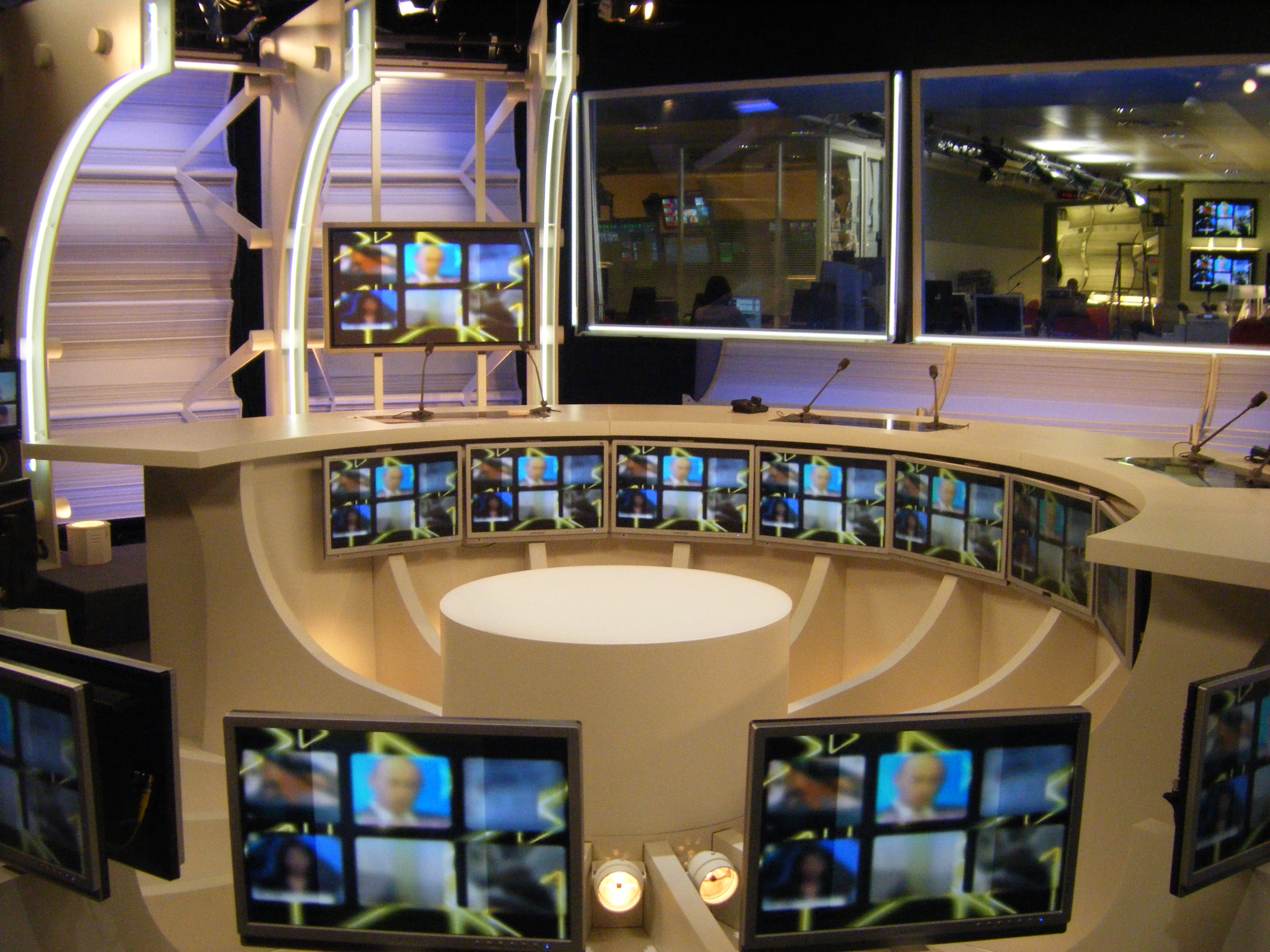
Le plateau secondaire d'I-Télé en avril 2009 ; à l'arrière-plan (derrière la vitre) : la rédaction.

À la rentrée de septembre 2012, l'orientation éditoriale est une nouvelle fois modifiée. Sa nouvelle directrice générale, Cécilia Ragueneau, entend « apporter au téléspectateur de la valeur ajoutée », à l'instar de la couverture de la campagne présidentielle couronnée par une audience significative. La place n'est alors plus à l'infodivertissement (mélange d'information et de divertissement), ni au « breaking news » continu (traitement de l'actualité à chaud). Le précédent positionnement axé à la fois sur l'information et le sport est abandonné. Visant toujours la cible des cadres supérieurs, dite « CSP+ », I-Télé entend se différencier de sa concurrente directe BFM TV en proposant de décrypter les faits d'actualité.
Depuis la reprise en main du groupe Canal+ par Vincent Bolloré en 2015, la chaîne s'est retrouvée en « crise » dont le fait majeur est une grève « historique » de 31 jours pour revendiquer notamment l'indépendance de la rédaction vis-à-vis de leur actionnaire. Depuis, une centaine de journalistes ont quitté I-Télé qui devient rapidement paralysée par le manque d'effectifs. D'où une volonté, notamment, de tourner la page I-Télé, ainsi elle devient CNews le 27 février 2017.

#### Une orientation vers l'extrême droite
À partir de 2018, plusieurs critiques disent que la chaîne est orientée à l'extrême droite. Le magazine Les Inrockuptibles estime que la chaîne, depuis son changement de nom, a effectué « un virage réac pied au plancher ». La revue compare ainsi la chaîne à Fox News. Le Monde fait une analyse similaire en 2019, ainsi que France Inter qui parle de « version low-cost de la Fox News américaine » avec L'Heure des pros de Pascal Praud dont les débats font gagner les populistes, incluant la diffusion de thèses conspirationnistes d'extrême droite par notamment André Bercoff. En 2020, RFI s'interroge « Et si une dérive à la Fox News ne gênait plus vraiment personne, pas même le pouvoir en place, que la diffusion des idées de l'extrême droite dans les médias n’effraie pas », avec une stratégie gagnante de scandale et de buzz sur les réseaux sociaux qui a permis à CNews « la chaîne de Zemmour » de doubler son audience « alors que le CSA semble attaché par-dessus tout à la liberté d'expression ». « Se défendant des nombreuses déclarations racistes ou sexistes, des fake news relayées par des intervenants, et de la surreprésentation d'invités d'extrême droite sur son antenne » et d'être « une Fox News à la française », le directeur général de CNews Serge Nedjar se félicite du bon résultat de sa chaîne « presque effrayant » et accuse France Info et France Télévisions de censure, chaînes qui se « comportent comme des juges, qui condamnent et absolvent selon que vous êtes ou non dans leur camp ». Pour lui, « il est important d'écouter toutes les opinions, même les plus dérangeantes et les plus politiquement incorrectes ».
En 2020, de nombreux observateurs, comme L'Obs, Le Monde ou Le Parisien, décrivent une ligne de plus en plus à droite, notamment en soulignant l'influence d'Éric Zemmour, plusieurs fois condamné pour provocation à la discrimination raciale, sur la ligne éditoriale. RFI évoque même un ensauvagement de la chaîne. En 2020, selon Le Canard enchaîné, la ligne éditoriale de CNews offre un vaste espace aux discours d'extrême droite, à l'instar d'Éric Zemmour, chroniqueur vedette de la chaîne, qui a été condamné le 17 septembre 2020 pour provocation à la haine raciale et a réitéré des propos polémiques peu de temps après, toujours dans l'émission Face à l'info, menant à l'ouverture d'une enquête. Le Monde parle d'une « stratégie de la haine » destinée à faire un « buzz à tout prix » pour augmenter l'audience et donc les recettes publicitaires et appelle le CSA à « jouer pleinement son rôle de régulateur » face aux condamnations et récidives d'Éric Zemmour, avec « des sanctions lourdes pour la chaîne de télévision, seul moyen de mettre fin à la diffusion de contenus manifestement illégaux. ».
CNews, dont l'actionnaire principal est le groupe Bolloré, créé par Vincent Bolloré, fait l'objet d'une campagne de la part des militants de Sleeping Giants. Ce groupe, qui s'est fait connaître aux États-Unis pour avoir convaincu des grands annonceurs de se retirer du site Breitbart News de Steve Bannon, appelle désormais les annonceurs français à retirer leurs publicités de CNews, leur demandant « si elles souhaitent associer leur nom aux propos d'Éric Zemmour ». Fin novembre 2020, Decathlon décide ainsi de retirer ses publicités de la chaîne à cause, selon Sleeping Giants, de son « orientation délétère [qui] ne peut plus être ignorée ». Décathlon confirme sur Twitter et auprès de LSA le retrait pour la fin de l'année, sans plus de commentaires. L'opération est un succès, la majorité des annonceurs se retirant de l'émission pour une perte estimée à 600 000 euros. Les recettes publicitaires de la chaîne sont malgré tout en hausse de 25 %, Cnews profitant de l'effet Éric Zemmour, l'audience ayant doublé depuis son arrivée. Selon Libération, le fait que l'extrême droite et la droite dure se portent ensemble au secours de CNews contre Decathlon montre que la chaîne « est identifiée par la partie la plus dure de la droite comme la sienne ».
En mai 2021, face au succès grandissant de CNews, François Jost, professeur en sciences de l'information et de la communication à l'université Sorbonne-Nouvelle, indique que la chaîne « est de moins en moins une chaîne d'information » mais essentiellement une chaîne de débats polémiques (le matin avec Pascal Praud, le midi avec Sonia Mabrouk et le soir avec Éric Zemmour), avec un ancrage à l'extrême droite de plus en plus militant, orientations qui seraient décidées par Vincent Bolloré en personne. Selon lui, « il y a eu une sorte de décision marketing au départ, partant du constat que la droite et l'extrême droite représentent aujourd'hui 30 à 50 % de votants et, dans ce public, beaucoup de gens ne se sentaient pas du tout représentés », et cette stratégie a été payante.
En mai 2021 toujours, L'Obs fait une analyse de la chaîne en la comparant à ses concurrentes, et considère que « CNews est passée d’une chaîne d’info en continu à une chaîne d’opinion » qui privilégie « la réaction émotionnelle » face aux « analyses plus ou moins froides » des autres chaînes. Selon le sémiologue François Jost « CNews va un peu dans le sens des attaques contre les élites qu’on voit fleurir sur les réseaux sociaux. Il y a quelque chose de tout à fait direct qui ne passe pas par une déconstruction et une analyse journalistique. Cela peut plaire à un public qui considère que les médias, c’est l’élite, que Paris se comporte en centre du monde alors que la vie dans les régions est plus importante. Cela explique en grande partie le succès de CNews ».
En septembre 2021, le quotidien américain The New York Times compare aussi la chaîne à Fox News. Pour Le Monde, le remplacement « du chroniqueur d’extrême droite » Éric Zemmour en septembre 2021 par des éditorialistes « ultraconservateurs » comme Charlotte d'Ornellas, Mathieu Bock-Côté et Eugénie Bastié montre que pour CNews il n'est « pas question d’effectuer le moindre virage éditorial ». France 24 décrit la chaîne comme « très ancrée à droite ». De juin 2020 à juin 2021, selon Libération, 36 % des invités politiques de CNews sont d’extrême droite.
Début 2025, CNews diffuse avec Sud Radio la moitié de la désinformation concernant le changement climatique.

#### Sanction pour incitation à la haine et à la violence
En mars 2021, la chaîne est condamnée par le CSA à 200 000 euros d'amende pour « incitation à la haine » et « à la violence » après les propos d'Éric Zemmour sur les mineurs migrants isolés qu'il qualifia de « voleurs », « assassins » et « violeurs ». En juillet 2022, Le Conseil d'État confirme l'amende et souligne « la méconnaissance par la chaîne CNews de son obligation de ne pas diffuser de programmes incitant à la haine et de ne pas encourager des comportements discriminatoires ».
Plusieurs autres chroniqueurs ont également fait l'objet de condamnation pour certains de leurs propos outranciers tenus à cette antenne, comme Ivan Rioufol qui avait, pendant la pandémie de Covid-19, comparé sur le plateau de L'Heure des pros les non-vaccinés aux Juifs sous le régime nazi,.

### Capital
À la création d'I-Télé (Société d'exploitation d'un service d'information - SESI) est une filiale de Canal+ avant d'être rétrocédée le 1er janvier 2001 au groupe Canal+. Toutefois, la société détentrice des autorisations et concessions de diffusion du CSA reste la Société d'exploitation d'un service d'information (SESI), filiale du groupe Vivendi, ayant lui-même pour actionnaire majoritaire le groupe Bolloré, principalement détenu par Vincent Bolloré.

### Dirigeants
Présidents
- novembre 1999 - juin 2001 : Pierre Lescure (président de Canal+)
- juin 2001[368] - avril 2002 : Philippe Gildas
- avril 2002 - février 2003 : Xavier Couture (président de Canal+)[369]
- février 2003 - août 2004 : Michel Denisot[370]
- août 2004 - septembre 2015 : Bertrand Méheut (également président du groupe Canal+, propriétaire de la chaîne)
- Depuis septembre 2015 : Maxime Saada

Directeurs généraux
- novembre 1999 - juin 2001 : Christian Dutoit
- juin 2001[368] - septembre 2005 : Jean-Claude Pâris
- septembre 2005 - juin 2008 : Valérie Lecasble
- juin 2008 - janvier 2012 : Pierre Fraidenraich
- janvier 2012 - septembre 2015 : Cécilia Ragueneau[194]
- septembre 2015 - juin 2016 : Philippe Labro
- Depuis juin 2016 : Serge Nedjar

Directeur de la rédaction
- novembre 1999 - mars 2001 : Noël Couëdel
- mars 2001 - juin 2001 : Jacques Jublin
- juin 2001 - juin 2008 : Bernard Zekri
- juin 2008 - août 2010 : Thierry Thuillier
- septembre 2010 - mai 2012 : Albert Ripamonti
- mai 2012 - septembre 2015 : Céline Pigalle (directrice de l'information du groupe Canal+ de janvier 2013 à septembre 2015)
- septembre 2015 - août 2016 : Guillaume Zeller
- Depuis août 2016 : Serge Nedjar (Directeur de l'Information délégué : Thomas Bauder depuis le 16 décembre 2016)

### À l'antenne

#### Journalistes
- Marie Aubazac (depuis 2016)
- Olivier Benkemoun (depuis 1999)
- Sandra Buisson (police-justice) (depuis 2012)
- Mickael Dorian (depuis 2022)
- Eliott Deval (depuis 2019)
- Anthony Favalli (depuis 2015)
- Vincent Fahandezh (depuis 2015)
- Élodie Huchard (depuis 2019)
- Somaya Labidi (depuis 2020)
- Elisa Lukawski (depuis 2017)
- Anne Maquignon (depuis 2016)
- Jeanne Quancart (depuis 2020)
- Éric de Riedmatten (consultant économie) (depuis 2017)
- Noémie Schulz (police-justice) (depuis 2016)
- Samy Sfaxi (depuis 2017)
- Loïc Signor (depuis 2016)
- Florian Tardif (depuis 2020)
- Yoann Usaï (depuis 2013)
- Laurent Weil (depuis 2016)
- Pierre Zeni (spécialiste cinéma) (depuis 2016)

#### Consultants «football»
- Raymond Aabou
- Bruno Ahoyo
- Francesca Antoniotti
- Jean-Luc Arribart
- Alain Roche
- Gilles Verdez

#### Spécialiste des «questions internationales»
- Harold Hyman (depuis 2016)

#### Autres spécialistes et chroniqueurs
- Michel Chevalet (sciences) (depuis 2012)
- Anne Fulda (littérature) (depuis 2021)
- Marc Menant (histoire) (depuis 2017)
- Brigitte Milhau (santé) (depuis 2017)

#### Chroniqueurs météo
- Alexandra Blanc (2013, 2016, depuis 2017)
- Claire Delorme (depuis 2019)
- Karine Durand (depuis 2020)
- Loïc Rousval (depuis 2015)
- Carol Zanin (depuis 2023)

#### Éditorialistes politiques
- Eugénie Bastié, journaliste (depuis 2020)
- Guillaume Bigot, politologue (depuis 2020)
- Jean-Claude Dassier (depuis 2013)
- Gérard Leclerc, journaliste (2017-2023)
- Charlotte d'Ornellas, journaliste (depuis 2019)
- Dimitri Pavlenko, journaliste (depuis 2020)
- Ivan Rioufol, journaliste (depuis 2018)
- Erik Tegnér, journaliste[371]
- Karim Zéribi, chroniqueur politique (depuis 2018)

#### Animateurs plateau
- Thierry Cabannes (depuis 2022)
- Nelly Daynac (depuis 2010)
- Olivier De Keranflec'h (depuis 2022)
- Romain Desarbres (depuis 2013)
- Eliott Deval (depuis 2019)
- Anthony Favalli (depuis 2017)
- Laurence Ferrari (depuis 2013)
- Barbara Klein (depuis 2019)
- Christine Kelly (depuis 2019)
- Sonia Mabrouk (depuis 2017)
- Clélie Mathias (2012-2013, depuis 2016)
- Marc Menant (depuis 2017)
- Jean-Marc Morandini (depuis 2017)
- Julien Pasquet, journaliste sportif (2009-2019) puis animateur (depuis 2019)
- Aymeric Pourbaix (depuis 2020)
- Pascal Praud (depuis 2010)
- Lionel Rosso (depuis 2022)
- Sophia Rousseau (depuis septembre 2017)

#### Anciens animateurs
- Rachid Arhab (2017)
- Karine Arsène (2017)
- Claire-Élisabeth Beaufort (1999-2021)
- Soizic Boisard (2010-2017)
- Patrice Boisfer (2012-2013, 2016-2023)
- Hinatea Chatal (2017-2020)
- Solène Chavanne (2017-2018)
- Virginie Chomicki (2017)
- Caroline Delage (2013-2017)
- Myriam Encaoua
- Véronique Forge-Karibian (2017)
- Damien Fleurot (2018-2021)
- Thierry Fréret (2010-2021)
- Olivier Galzi (2010-2017)
- Thomas Hugues (2019-2020)
- Xavier Leherpeur (2013-2016, 2017)
- Thomas Lequertier (2014-2022)
- Pierre Ménès
- Isabelle Moreau (2011-2018, 2021-2022)
- Florence O’Kelly (2019-2022)
- Patrick Poivre d'Arvor (2017-2021)
- Élodie Poyade (2013, 2016-2019)
- Audrey Pulvar (2013-2017)
- Aïda Touihri (2016-2017)
- Solenn Riou (2019-2021)
- Thibaud Vézirian (2016-2019)

## Diffusion

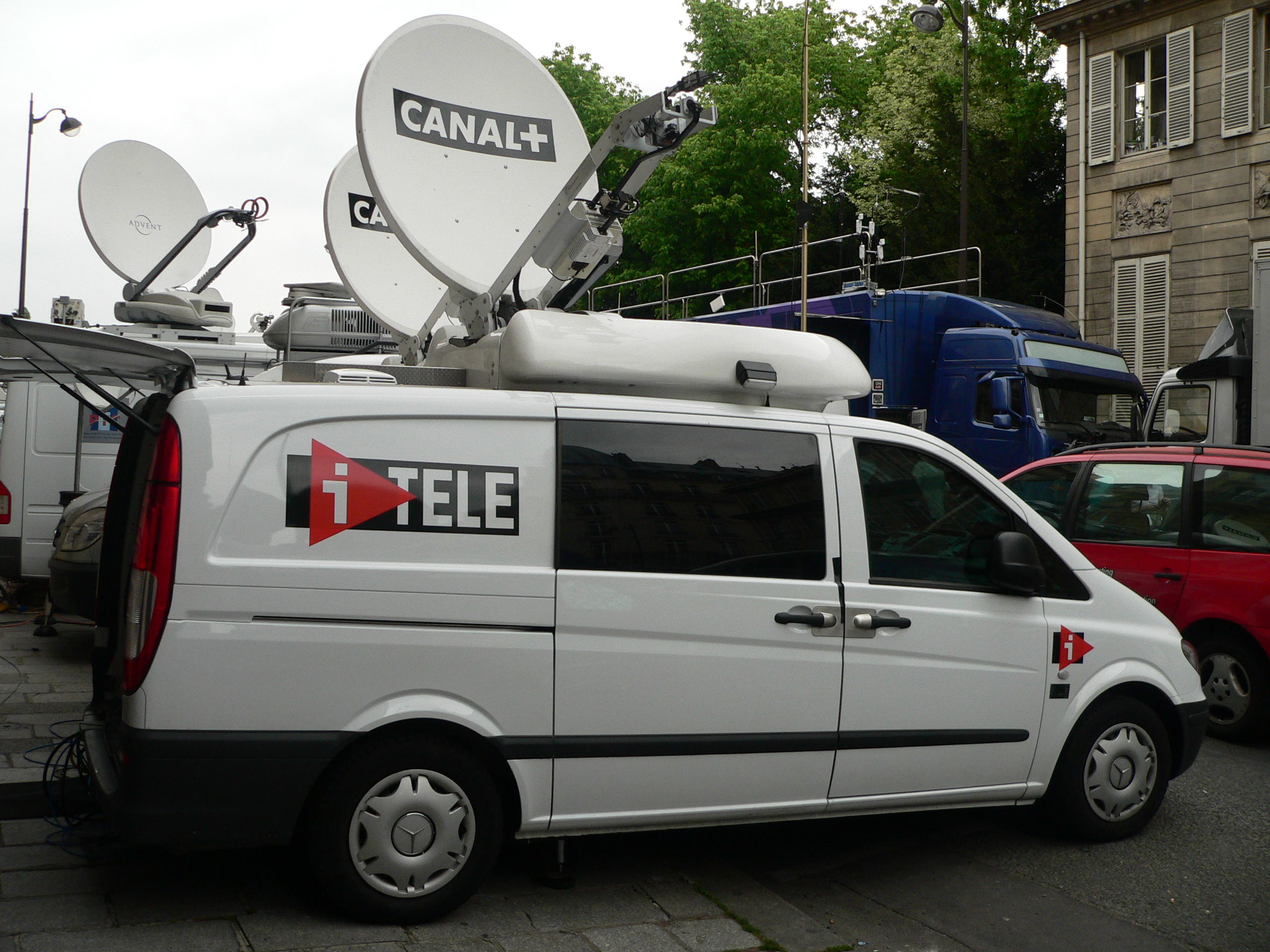
Un véhicule satellite (« V.S. ») d'I-Télé près du siège du Parti socialiste, le soir du second tour de l'élection présidentielle française de 2007.

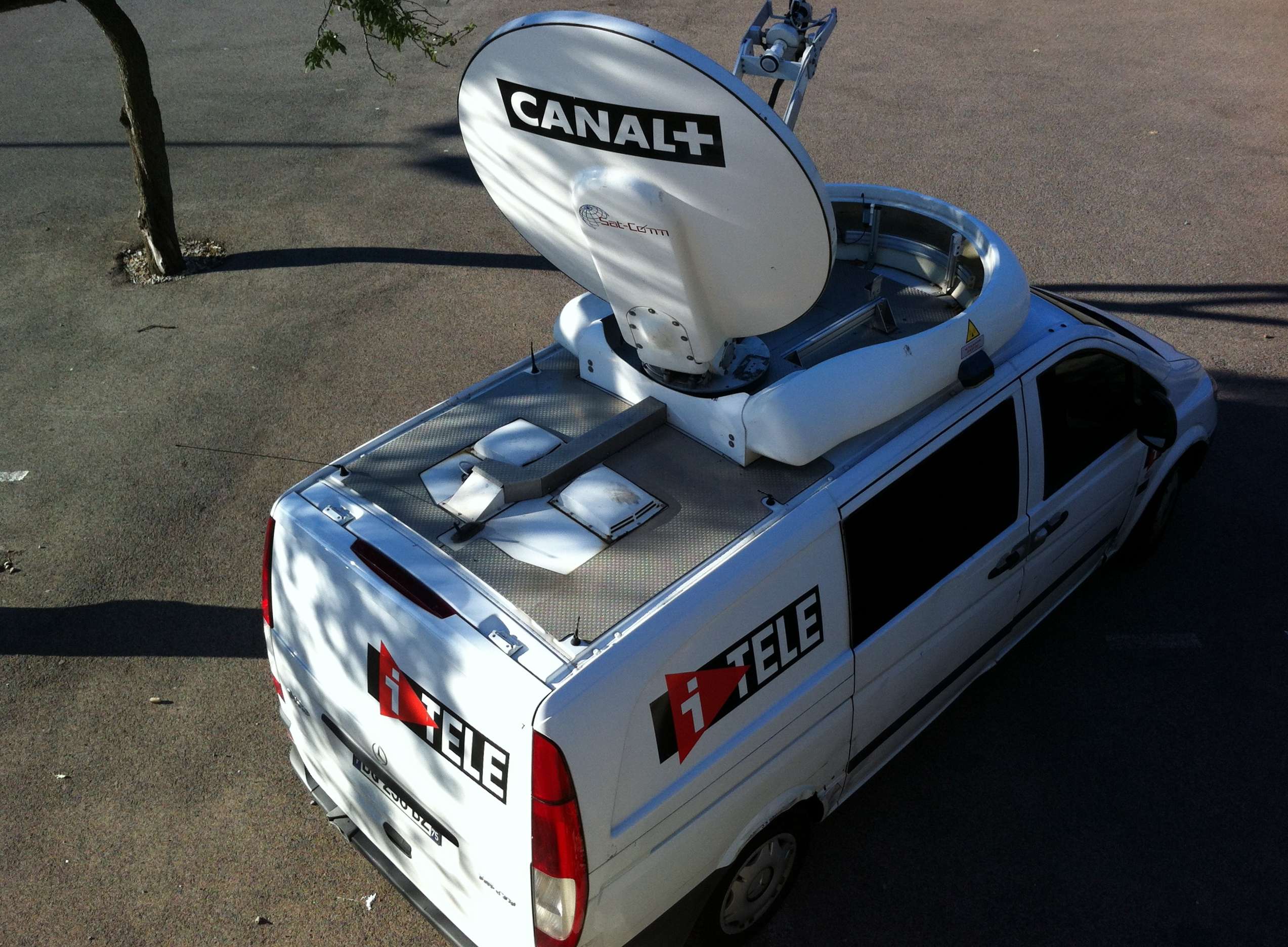
Un Mercedes-Benz Vito en 2013.

I-Télé, puis CNews, exploite la quasi-totalité des modes de diffusion et de communication, principalement en numérique :
- la TNT gratuite française sauf sur la TNT outre-mer.
- la télévision par satellite (à travers des bouquets payants comme Canalsat), y compris le bouquet français BIS Télévisions[372], après une longue absence[373] ;
- la télévision par câble (principalement en offre de base et en analogique) ;
- la télévision par ADSL ;
- la télévision via Internet (Télévision IP, Multicast, WebTV…)[374] ;
- la VOD[375] ;
- la télévision mobile personnelle[376] ;
- la téléphonie multimédias (GPRS, UMTS / 3G…)[377].

Sur un plan international et à travers le réseau de diffusion des bouquets internationaux de Canalsat et Canal Overseas, la chaîne d'information couvre plusieurs continents (Europe, Afrique, Amérique, Océanie…) pour toucher les populations francophones grâce aux satellites exploités.
En France, son taux de pénétration du marché, c'est-à-dire le pourcentage de foyers pouvant effectivement regarder la chaîne, est plus important que celui de ses concurrentes BFM TV et LCI. En effet, BFM TV n'est pas disponible sur les réseaux câblés analogiques (Numericable), tandis que LCI n'est diffusée en clair sur la TNT française qu'à partir d'avril 2016.
Néanmoins, avec l'abandon de la télédiffusion analogique pour passer à un mode « tout numérique » d'ici à 2011,, l'écart de couverture des foyers entre I-Télé et BFM TV devrait se réduire sensiblement.
En 2007, alors que la chaîne est reprise jusqu'alors dans les offres concurrentes (bouquet satellite TPS, les réseaux câblés et xDSL), I-Télé refuse d'être diffusée dans le bouquet BIS Télévisions (complémentaire du bouquet ABsat du même AB Groupe). Mi-2009, ce bouquet reprend cependant les seize autres canaux, soit dix-sept chaînes nationales gratuites de la TNT (les deux chaînes publiques parlementaires se partageant un canal unique).
Le 27 mai 2008, la chaîne I-Télé est officiellement retenue par le CSA, tout comme sa concurrente directe BFM TV et onze autres chaînes privées, dans le cadre de l'offre de télévision mobile personnelle (TMP) française.
Le 25 juin 2013, I-Télé commence sa diffusion au format HDTV sur le satellite (Canalsat) puis le 1er juillet 2013, sur les réseaux xDSL (Freebox TV).

## Audience
En 2005, I-Télé est l'une des deux seules chaînes d'info gratuites, avec BFM TV. Depuis 2016, deux autres chaînes d'info sont ajoutées sur la TNT gratuite : LCI (passage en gratuit sur la TNT) et France Info (création de la chaîne). Malgré une concurrence accrue, la chaîne affiche des résultats d'audience en hausse depuis 2017, principalement en raison de son virage éditorial vers l'extrême droite,.

### Audience globale

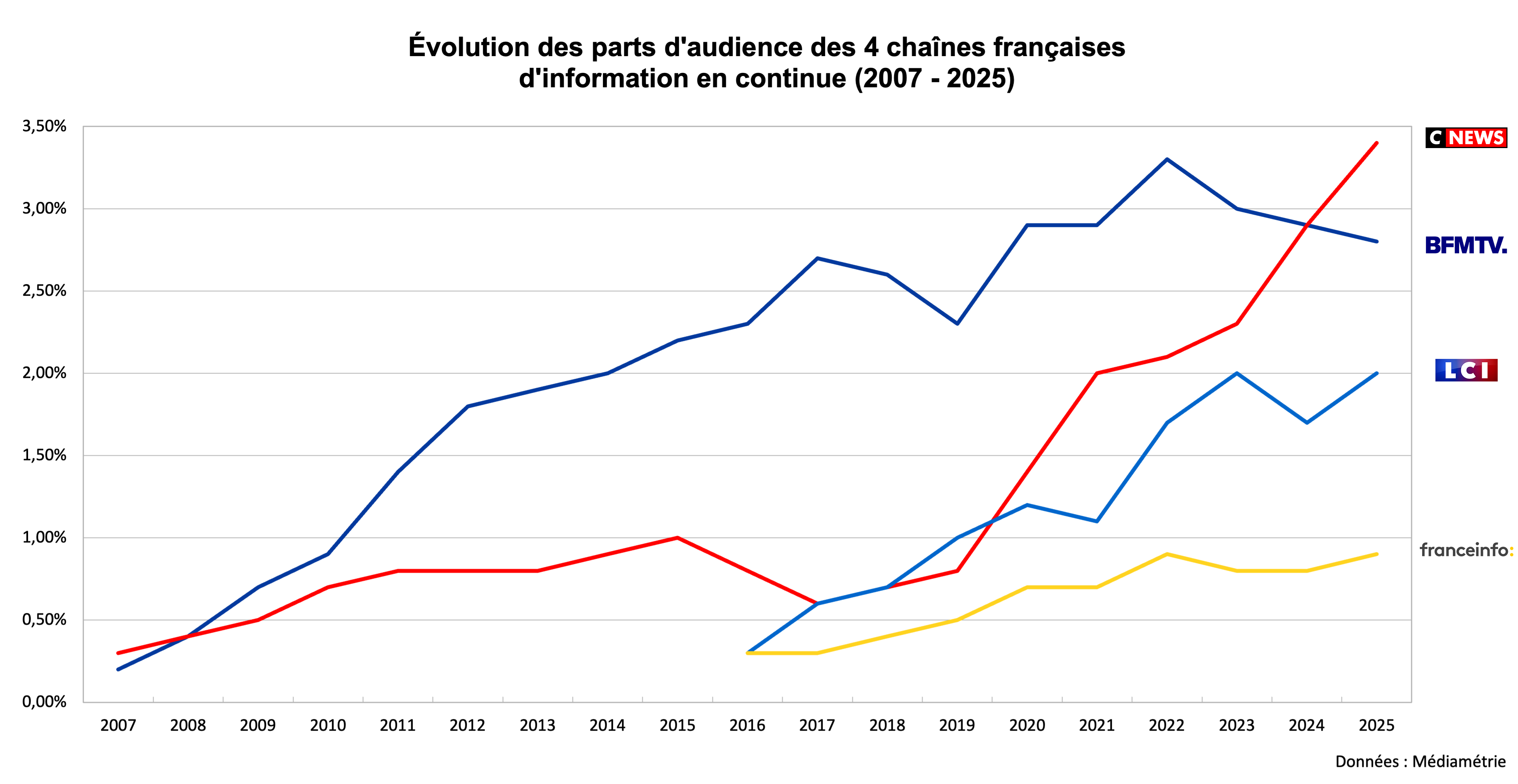
Parts d'audience des 4 principales chaînes d'information françaises de 2007 à 2024.
BFM TV
CNews
LCI
France Info

D'après Médiamétrie, CNews est pour la premire fois depuis l'année 2005, la première chaîne d'information la plus regardée en France en 2024, aux côtés de BFMTV.
|      | Janvier | Février | Mars   | Avril  | Mai    | Juin   | Juillet | Août   | Septembre | Octobre | Novembre | Décembre | Moyenne annuelle |
| ---- | ------- | ------- | ------ | ------ | ------ | ------ | ------- | ------ | --------- | ------- | -------- | -------- | ---------------- |
| 2007 |         |         |        | 0,3 %  | 0,3 %  | 0,3 %  | 0,3 %   | 0,3 %  | 0,3 %     | 0,3 %   | 0,3 %    | 0,3 %    | 0,3 %            |
| 2008 | 0,3 %   | 0,3 %   | 0,3 %  | 0,3 %  | 0,3 %  | 0,4 %  | 0,4 %   | 0,3 %  | 0,4 %     | 0,4 %   | 0,4 %    | 0,4 %    | 0,4 %            |
| 2009 | 0,4 %   | 0,4 %   | 0,4 %  | 0,5 %  | 0,5 %  | 0,7 %  | 0,6 %   | 0,6 %  | 0,5 %     | 0,5 %   | 0,5 %    | 0,6 %    | 0,5 %            |
| 2010 | 0,7 %   | 0,6 %   | 0,6 %  | 0,6 %  | 0,7 %  | 1,0 %  | 0,8 %   | 0,7 %  | 0,7 %     | 0,8 %   | 0,7 %    | 0,7 %    | 0,7 %            |
| 2011 | 0,7 %   | 0,8 %   | 1,1 %  | 0,8 %  | 1,0 %  | 0,9 %  | 0,9 %   | 0,8 %  | 0,8 %     | 0,8 %   | 0,8 %    | 0,7 %    | 0,8 %            |
| 2012 | 0,8 %   | 0,8 %   | 1,0 %  | 0,9 %  | 1,0 %  | 0,9 %  | 0,7 %   | 0,7 %  | 0,8 %     | 0,7 %   | 0,8 %    | 0,6 %    | 0,8 %            |
| 2013 | 0,8 %   | 0,7 %   | 0,8 %  | 0,8 %  | 0,8 %  | 0,7 %  | 0,9 %   | 0,7 %  | 0,7 %     | 0,8 %   | 0,8 %    | 0,8 %    | 0,8 %            |
| 2014 | 0,8 %   | 0,7 %   | 1,0 %  | 0,9 %  | 0,9 %  | 1,0 %  | 1,0 %   | 0,9 %  | 1,0 %     | 0,9 %   | 0,9 %    | 0,8 %    | 0,9 %            |
| 2015 | 1,2 %   | 0,8 %   | 1,0 %  | 0,9 %  | 0,9 %  | 1,0 %  | 1,0 %   | 0,9 %  | 0,9 %     | 0,9 %   | 1,6 %    | 1,0 %    | 1,0 %            |
| 2016 | 1,0 %   | 0,9 %   | 1,0 %  | 1,0 %  | 1,0 %  | 1,1 %  | 1,2 %   | 0,8 %  | 0,8 %     | 0,6 %   | 0,4 %    | 0,5 %    | 0,8 %            |
| 2017 | 0,6 %   | 0,5 %   | 0,6 %  | 0,7 %  | 0,7 %  | 0,6 %  | 0,5 %   | 0,5 %  | 0,5 %     | 0,5 %   | 0,5 %    | 0,6 %    | 0,6 %            |
| 2018 | 0,5 %   | 0,5 %   | 0,6 %, | 0,6 %, | 0,6 %, | 0,6 %, | 0,6 %,  | 0,6 %, | 0,6 %,    | 0,6 %,  | 0,9 %    | 1,2 %    | 0,7 %            |
| 2019 | 0,9 %   | 0,8 %   | 0,8 %  | 0,8 %  | 0,8 %  | 0,7 %  | 0,6 %   | 0,6 %  | 0,7 %     | 0,7 %   | 0,8 %    | 0,9 %    | 0,8 %            |
| 2020 | 0,8 %,  | 0,8 %,  | 1,4 %, | 1,4 %, | 1,4 %, | 1,5 %  | 1,2 %   | 1,1 %  | 1,5 %     | 1,8 %,  | 1,8 %,   | 1,7 %    | 1,4 %            |
| 2021 | 1,9 %   | 1,8 %   | 1,9 %  | 1,8 %  | 2,2 %  | 2,1 %  | 1,7 %,  | 1,7 %, | 2,2 %,    | 2,2 %,  | 2,1 %,   | 2,1 %,   | 2,0 %            |
| 2022 | 2,1 %   | 2,2 %   | 2,3 %  | 2,0 %, | 2,0 %, | 2,1 %  | 1,8 %   | 1,7 %  | 2,1 %     | 2,2 %   | 2,1 %    | 2,0 %    | 2,1 %            |
| 2023 | 2,2 %   | 2,1 %   | 2,3 %  | 2,1 %  | 2,2 %  | 2,4 %, | 2,4 %,  | 2,1 %  | 2,5 %     | 2,7 %   | 2,5 %    | 2,6 %    | 2,3 %            |
| 2024 | 2,7 %   | 2,8 %   | 2,7 %, | 2,7 %, | 2,8 %  | 3,5 %  | 3,1 %   | 2,3 %  | 3,2 %     | 3,1 %,  | 3,1 %,   | 3,1 %,   | 2,9 %            |
| 2025 | 2,9 %   | 3,0 %   | 3,2 %  |        |        |        |         |        |           |         |          |          |                  |

Légende :
- Meilleur score mensuel de l'année.
- Meilleur score mensuel absolu et de l'année.
- Pire score mensuel de l'année.

### Concurrence I-Télé et BFM TV (2008-2016)
Début 2006, les premiers résultats d'audience d'I-Télé sur la télévision numérique terrestre sont jugés décevants : lancée en novembre 1999 et diffusée sur la TNT à partir du 14 octobre 2005, la filiale de Canal+ est dépassée par sa jeune concurrente BFM TV, lancée le 28 novembre 2005[réf. nécessaire].
Dans une campagne lancée début mai 2006, I-Télé se proclame pourtant « première chaîne d'information en France » en additionnant artificiellement les résultats d'audience de la TNT (où BFM TV arrive en tête) avec ceux du câble et du satellite (dominés par LCI). La chaîne revendique ainsi une couverture hebdomadaire de 7,3 millions de téléspectateurs (supérieure de 27 % à LCI, 55 % à BFM TV et 67 % à Euronews) et une part de marché moyenne (sur tous les supports) de 0,5 %. Mais ce slogan est considéré comme abusif par certains professionnels : l'audience globale d'I-Télé est mécaniquement plus forte par rapport à ses deux concurrentes, car la chaîne est présente sur davantage de supports de diffusion.
En juillet 2006, I-Télé se retire de l'étude Mediacabsat de Médiamétrie. Les résultats de l'étude désignent alors LCI comme la première chaîne d'information du câble et du satellite, avec une part de marché deux fois plus importante que celle d'I-Télé. La direction de la chaîne justifie ce choix par l'importance croissante de la TNT, où elle est pourtant toujours dépassée par BFM TV. En septembre 2006, I-Télé dépasse BFM TV en termes de part de marché sur la TNT. La chaîne a franchi pour la première fois de son existence le cap de 1 % de part d'audience sur la TNT au mois de février 2007, soit un doublement de son audience sur un an.
Au printemps 2007, BFM TV repasse devant I-Télé en audience sur la TNT. En septembre 2007, déçue des résultats d'audience tant sur la TNT, pour laquelle I-Télé est devancée par BFM TV, que sur le câble et le satellite, supports dominés par LCI, la directrice générale Valérie Lecasble demande à Médiamétrie de « fusionner » l'ensemble des études (Mediamat, TNT et Médiacabsat). Elle estime que seule une « audience globale » est pertinente. L'institut mesure jusqu'alors l'audience de la totalité des médias de manière séparée.
En août 2007, BFM TV exploite à l'antenne le slogan de « Première chaîne d'info sur la TNT » tandis qu'I-Télé maintient son slogan « Première chaîne d'info de France ». En janvier 2008, BFM TV lance une campagne publicitaire dans la presse, en se présentant comme la « 1re chaîne d'info sur la TNT » avec 11 224 370 téléspectateurs par semaine.
Au début de l'année 2008, alors qu'I-Télé subit un affaiblissement de son audience sur la TNT, les deux chaînes d'information se trouvent à égalité sur l'ensemble des modes de télédiffusion (analogique, TNT, câble et satellite) avec 0,3 % de part d'audience nationale selon Médiamétrie.
À partir de juin 2008, BFM TV se définit comme « la 1re chaîne d'information de France, tous supports de réception confondus », en revendiquant sur le mois de mai « 0,4 % de part d'audience nationale, tous supports confondus contre 0,3 % pour I-Télé ».
En novembre 2009, le président-directeur général de BFM TV, Alain Weill, accuse le groupe Canal+ de « manipulation de mesure d'audience », via son bouquet de télévision par satellite Canalsat. La plupart des cinq millions de récepteurs s'allument alors automatiquement sur la chaîne I-Télé, ce qui, selon Alain Weill, va « biaiser » les chiffres d'audiences, notamment en faisant croître l'audience cumulée d'I-Télé,. En décembre 2009, le tribunal de commerce de Nanterre ordonne en référé à Canalsat de mettre fin à ce dispositif sous vingt-quatre heures. Si le groupe Canal+ estime que « sa liberté commerciale » autorise une telle pratique, la décision est confirmée en février 2010 par la cour d'appel de Versailles.
Au mois de juin 2010, en pleine Coupe du monde de football, I-Télé repasse temporairement, pendant un mois seulement, en tête de l'audience, tous supports confondus, en atteignant 1 % de part de marché nationale, un record en France pour une chaîne d'information en continu. BFM TV (0,9 % d'audience nationale) reste toutefois la première chaîne d'information sur la TNT avec 1,2 % de part de marché contre 1,1 % pour I-Télé.
En mars 2011, alors que l'actualité internationale est très chargée (intervention militaire en Libye, crise nucléaire au Japon ou encore crise ivoirienne), I-Télé enregistre un nouveau record avec une part d'audience nationale à 1,1 %, nettement inférieure toutefois à BFM TV qui fait un bond à 1,6 %.
En diffusant le deuxième débat de la primaire présidentielle socialiste de 2011 le 28 septembre, I-Télé enregistre un record avec une audience cumulée de 3,4 millions de téléspectateurs entre 18 h et 21 h 30, soit 4 % de part de marché, avec un pic d'audience à 20 h 40 à 1,1 million de téléspectateurs au même moment et une moyenne de 600 000 téléspectateurs.

## I-Télé

### Budget et rentabilité
Pour l'année 2007, le budget d'I-Télé s'élève à 37 millions d'euros contre l'équivalent de 24 millions d'euros (160 millions de francs) au lancement de la chaîne, en 1999.
I-Télé est toutefois en déficit depuis sa création : avec une perte inférieure à 15 millions d'euros en 2007, le groupe Canal+ ayant dépensé au total 100 millions d'euros depuis la création de sa filiale en 1999.
L'objectif « consiste à trouver l'équilibre en 2009 » indique en octobre 2007 Valérie Lecasble, alors directrice générale d'I-Télé. Confirmant l'horizon fin 2009 à début 2010, Bertrand Méheut, président de la chaîne, précise en septembre 2008 que ce retour à l'équilibre serait rendu possible par « l'augmentation de l'audience et de la couverture de la TNT ». En juin 2011, il souligne que la chaîne est rentable au premier semestre 2011 et devrait l'être sur toute l'année. Parmi les concurrents d'I-Télé, BFM TV vise l'équilibre pour 2010 puis pour 2011 et LCI est rentable depuis 2004.
Pour son financement en tant que filiale du groupe Canal+, I-Télé bénéficie d'un contrat exclusif de fourniture d'actualités à la chaîne Canal+, qui représente 12 millions d'euros pour l'année 2005, ainsi qu'un engagement financier s'élevant à un total de 29 millions d'euros en 2007, au titre des prestations techniques qu'elle lui fournit. Ses ressources complémentaires proviennent de la publicité et des productions et images vendues à d'autres chaînes.

### Recettes publicitaires
En 2007, I-Télé enregistre 20 millions d'euros de recettes publicitaires, contre 8 millions pour BFM TV. Au printemps 2007, I-Télé revendique la position de « première chaîne de la TNT en chiffre d'affaires brut » pour avoir, en effet, diffusé 10 386 spots publicitaires sur son antenne en février 2007 (contre 6 364 sur LCI), pour le compte de 161 marques (contre 128 pour LCI et 71 pour BFM TV).
En septembre 2008, I-Télé est la deuxième chaîne de la TNT après TMC en nombre de spots diffusés (11 213 spots, soit une croissance de 4 % par rapport à septembre 2007), juste devant BFM TV (11 037 spots, soit une croissance de 47 % sur une année).
Au premier semestre 2009, I-Télé enregistre un investissement publicitaire de 57 millions d'euros (en hausse de 50 % par rapport aux six premiers mois de 2008) contre 51 millions pour BFM TV (en hausse de 68 %).
En octobre 2009, I-Télé double son chiffre d'affaires publicitaire par rapport à 2008, à 16,6 millions d'euros, se classant en quatrième position parmi les chaînes de la TNT, derrière TMC, W9 et NRJ 12.[réf. nécessaire]